# الإمبراطورية الروسية
الإمبراطورية الروسية (بالإملاء الروسي الحديث: Российская Империя رَسِّيسكَيَا إمپِرِيَا؛ وبالإملاء الروسي القديم: Россійская Имперія، نقحرة: رَسِّيسكَيَا إمپِرِيَا) وهو اسم الدولة الموجودة منذ سنة 1721 حتى قيام الثورة البلشفية سنة 1917. وكانت خلفًا لروسيا القيصرية، وسلفًا للاتحاد السوفييتي. تعدُّ ثاني أكبر إمبراطورية متجاورة في تاريخ العالم من حيث الامتداد الجغرافي، ولم تتجاوزها إلَّا إمبراطورية المغول والثالثة عالمياً بعد إسقاط صفة التجاوز خلف الإمبراطورية البريطانية وإمبراطورية المغول. ففي سنة 1866، كانت الإمبراطورية تمتدُّ من أوروبا الشرقية عبر آسيا، وصولاً إلى أمريكا الشمالية على مساحة 22.8 مليون كم مربع، لتشمل 15.3% من المساحة الإجمالية للكرة الأرضية.
في بداية القرن التاسع عشر، كانت روسيا أكبر دولة في العالم من حيث المساحة، فقد امتدَّت حدودها من المحيط المتجمد الشمالي شمالاً إلى البحر الأسود جنوبًا، ومن بحر البلطيق غربًا إلى المحيط الهادئ شرقًا. كان 176.4 مليون من مواطني الإمبراطورية متناثرين في هذا المجال الواسع، وكانوا يُشكلون ثالث أكبر تجمع بشري في العالم في ذلك الوقت بعد الصين في عهد سلالة تشينغ والإمبراطورية البريطانية، إلَّا أن التفاوت في أوضاعهم الاقتصادية والعرقية والدينية كان بارزًا كثيرًا. كانت الحكومة، وعلى رأسها الإمبراطور، واحدة من الملكيات المطلقة الأخيرة في أوروبا. عُدَّت روسيا واحدة من القوى العظمى الخمس في القارة الأوروبية قبل اندلاع الحرب العالمية الأولى في أغسطس 1914.

## التاريخ
الإمبراطورية الروسية هي الوريث الطبيعي لقيصرة مسكوفي. على الرغم من أن قيام الإمبراطورية أعلن رسمياً من قبل القيصر بطرس الأكبر في أعقاب معاهدة نيستاد سنة 1721، يُجادل بعض المؤرخين في أن الإمبراطورية ولدت حين تولى بطرس العرش في عام 1682.
قبل عهد بطرس كانت دوقية موسكوفي على قدر من التخلف عن باقي نظيراتها الأوروبية بسبب العزلة التي كانت تعيش فيها البلاد الروسية بعد الغزو المغولي، والنظام الديني الصارم الذي يتبع الكنيسة الأرثوذكسية؛ وكانت توجهاتها التوسعية والاستعمارية موجهة نحو آسيا.

### القرن الثامن عشر

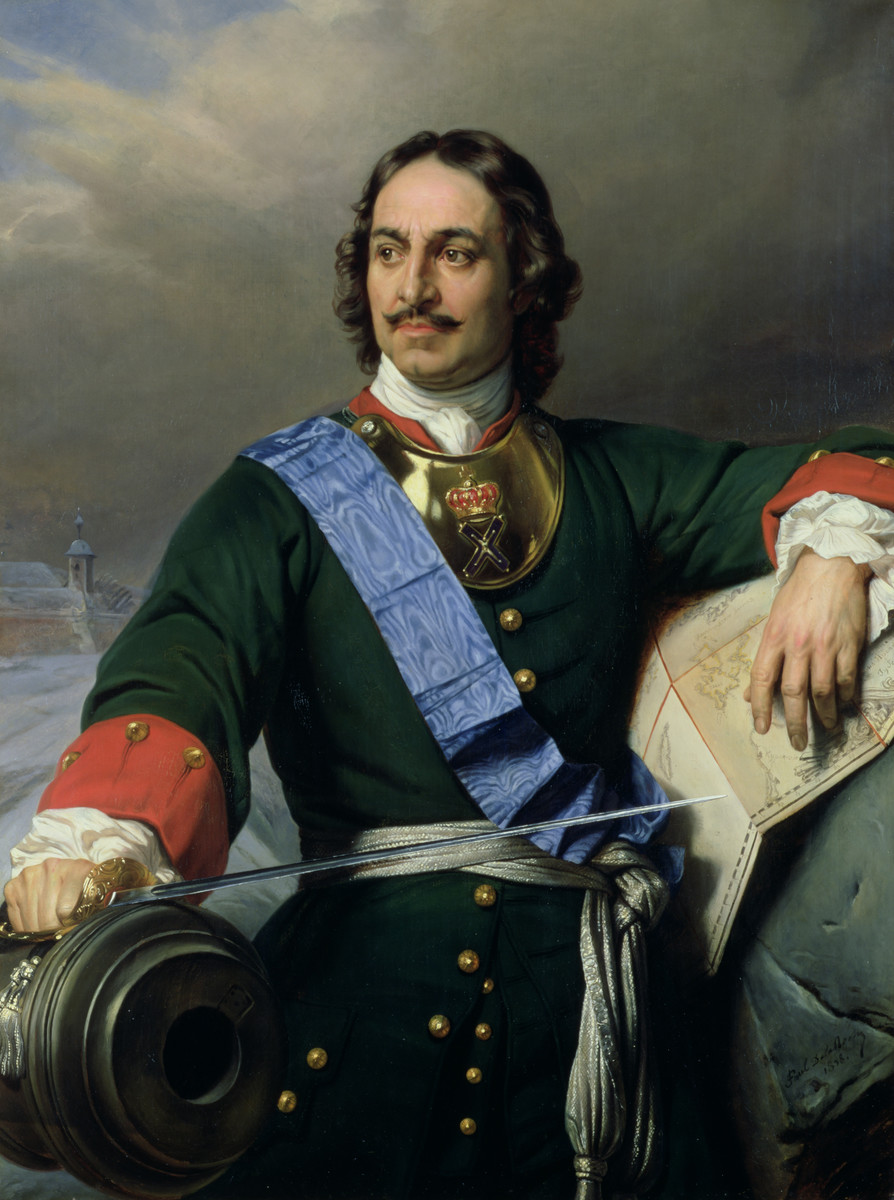
الإمبراطور بطرس الأكبر، المؤسس الفعلي للإمبراطورية الروسية. أعلن عن قيام الإمبراطورية الروسية رسميًا في سنة 1721.

حكم بطرس الأول، أو الأكبر (1672-1725)، بمنطق الشخص الوحيد في روسيا ولعب دوراً رئيسياً في جلب بلاده إلى نظام الدول الأوروبية، فأصبحت روسيا أكبر دولة في العالم في عهده، بعد أن ابتدت بدايةً متواضعة في القرن الرابع عشر كإمارة موسكو. كانت الإمبراطورية موزعة على أوراسيا من بحر البلطيق إلى المحيط الهادئ، وكانت قد أخذت بالتوسع منذ أوائل القرن السابع عشر، وبلغت أقصى حدودها في الفترة التي استوطن الروس فيها سيبيريا لأول مرة خلال منتصف القرن السابع عشر، وبعد استرداد مدينة كييف من بولندا، وإخماد فتنة قبائل سيبيريا. إلا أنه على الرغم من كل هذا التوسّع، فإن هذه الأراضي الشاسعة، لم يتجاوز عدد سكانها 14 مليون نسمة. كانت غلة الحبوب والحنطة قليلة مقارنةً بتلك المنتجة في مزارع أوروبا الغربية، مما أدى إلى إجبار جميع السكان تقريباً على العمل في المزارع، باستثناء جزء صغير منهم عاشوا في المدن. استمرت فئة الخولوبس، القريبة من الرقيق، استمرت مؤسسة رئيسية في روسيا حتى سنة 1723، عندما غير بطرس الأكبر منزلة الأشخاص المنتمين إليها إلى أقنان منزليين، مما جعلهم غير معفيين من الضرائب، أما الخولوبس المزارعين فكانوا قد تحولوا إلى أقنان رسمياً في وقت سابق من سنة 1679.
انبهر بطرس بشدة بالتقنيات المتقدمة، وفنون الحرب، والحنكة السياسية لدى الغرب. فأقدم على دراسة التكتيكات الحديثة وكيفية إقامة التحصينات وبنى جيشاً قوياً قوامه 300,000 مقاتل، يتألف من أعيانه الذين كانوا يجندون مدى الحياة، كما قام بدمج قوات الستريليتس في الجيش النظامي. في الفترة الممتدة بين عاميّ 1697 و 1698، قام الأمير الروسي بأول زيارة من نوعها إلى أوروبا الغربية، حيث ترك هو والوفد المرافق له انطباعاً عميقاً. خلع بطرس الأكبر لقب إمبراطور على نفسه إلى جانب لقبه الرسمي كقيصر احتفالاً بغزواته وفتوحاته العديدة، وأصبح موسكوفيتياً رسمياً للإمبراطورية الروسية في أواخر عام 1721.
وجّه بطرس أولى نيرانه على العثمانيين، ثم حوّل انتباهه إلى الشمال، حيث كان ما يزال يفتقر إلى ميناء آمن في تلك الأنحاء من دولته، باستثناء ميناء أرخانجيلسك على البحر الأبيض، الذي يتجمد لمدة تسعة أشهر في السنة مما يجعله غير مناسب ليكون مرفأً عسكريًا. وكان الامتداد الروسي إلى بحر البلطيق مصدوداً من قبل السويد، التي تحيط أراضيها بالبحر سالف الذكر من ثلاث جهات. ولشدّة رغبة بطرس بالحصول على نافذة «إلى البحر»، قام في سنة 1699 بإنشاء تحالف سري مع الكومنولث البولندي اللتواني ضد السويد والدنمارك، مما أدى إلى نشوب الحرب الشمالية العظمى. انتهت الحرب في سنة 1721 عندما استنفذت قوى السويد وآثرت السلام مع روسيا. وكان من نتائج الحرب أن اكتسب بطرس أربع محافظات تقع جنوب وشرق خليج فنلندا، وبالتالي أمن وصوله إلى البحر، وهناك قام ببناء العاصمة الروسية الجديدة، سانت بطرسبرغ، لتحل محل موسكو، التي طالما كانت المركز الثقافي في روسيا.

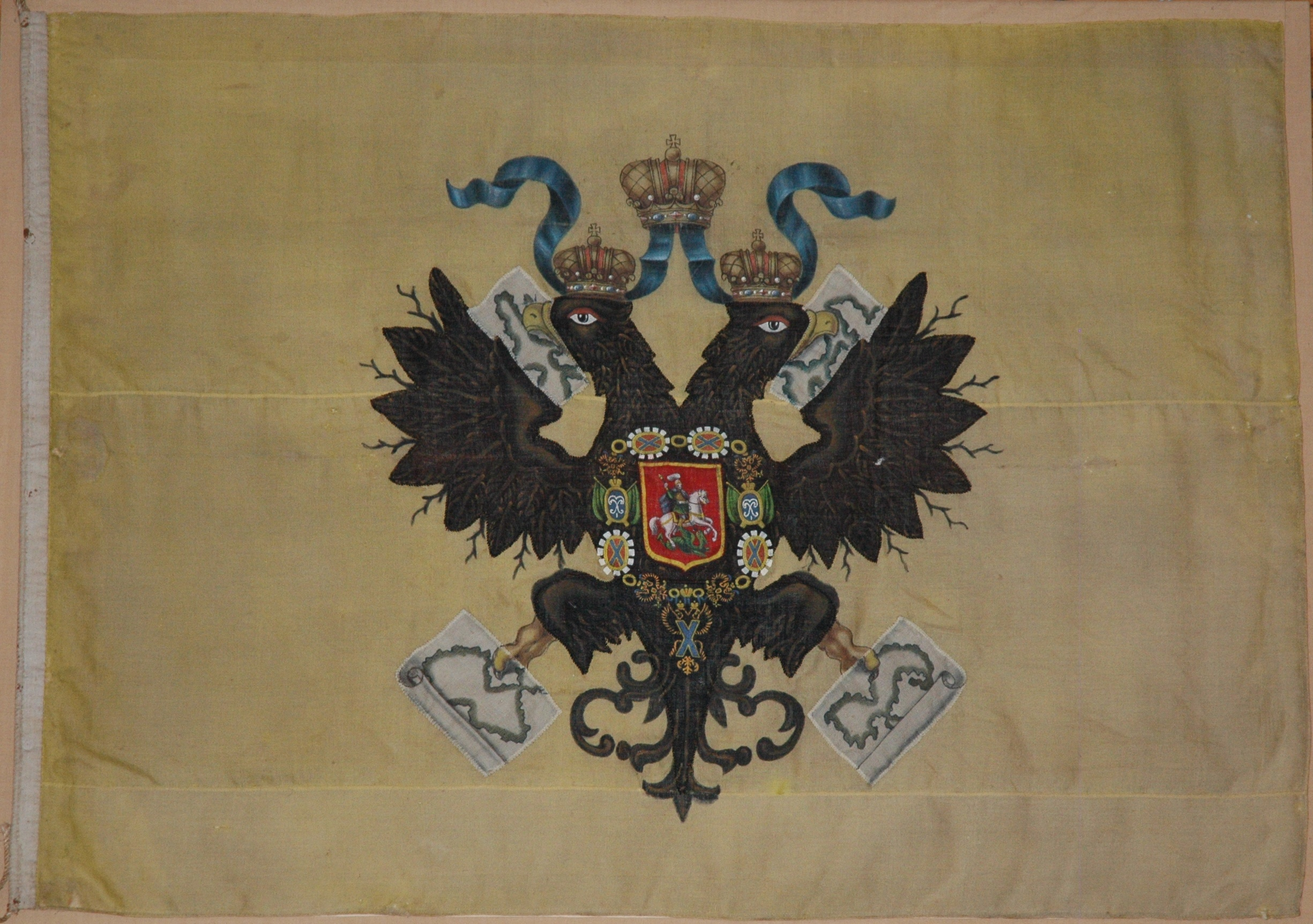
كان "عقاب رومانوف" ذي الرأسين شعار الإمبراطور الروسي، كما كان قد استخدم كعلم للإمبراطورية قبل سنة 1858.

أعاد بطرس تنظيم حكومته وفقًا لأحدث الأنظمة الغربية، وحول روسيا إلى دولة استبدادية. فجعل مكان مجلس النبلاء القديم مجلس شيوخ بتسعة أعضاء، كان في الواقع مجلسًا أعلى للدولة. كما تم تقسيم الريف إلى مقاطعات ومناطق جديدة. وحصر بطرس مهمة مجلس الشيوخ في جمع العائدات الضريبية، فكان من نتيجة ذلك أن تضاعفت عائدات الضرائب ثلاث مرات طيلة عهده. دُمجت الكنيسة الأرثوذكسية جزئيًا في الهيكل الإداري للدولة، وذلك كجزء من عملية إصلاح الحكومة، الأمر الذي جعلها أداة للدولة. وفي خطوة مشابهة أقدم بطرس على إلغاء البطريركية واستعاض عنها بهيئة جماعية يُطلق عليها اسم «المجمع المقدس»، على رأسها مسؤول حكومي. وفي الوقت نفسه، قضى على ما تبقى من أنظمة الحكم الذاتي المحلية، واستمر بالتركيز على العمل بمبدأ خدمة الدولة من قبل جميع النبلاء.
توفي بطرس الأكبر سنة 1725، تاركًا وراءه خلافًا حول من سيعقبه، وبلدًا غير مستقر مستنفذ الموارد. أثار حكم بطرس الأكبر تساؤلات عديدة، منها إن كان تخلف روسيا، ورداءة علاقتها بالغرب راجع إليه، ومدى ملاءمة إصلاحاته من عدمها، وغيرها من المشاكل الأساسية التي واجهت العديد من حكام روسيا الذين تلوه لاحقًا. إلا أنه على الرغم من ذلك، يتفق المؤرخون على أن هذا القيصر هو من أرسى أسس الدولة الحديثة في روسيا.

الإمبراطورة كاترين الثانية الكبيرة.

وبعد وفاة بطرس الأكبر، لم يتربع أي حاكم عُرف بالطموح، أو حتى بشيء منه، على العرش الروسي، ما يُقارب أربعون سنة. وبعد هذه الفترة، ظهرت الإمبراطورة كاترين الثانية الكبيرة، الألمانية الأصل، والتي تزوجت بالقيصر بطرس الثالث، لتغيّر هذا الواقع، فساهمت في إعادة إحياء طبقة النبلاء، التي كانت قد بدأت بالظهور مجدداً بشكل بسيط فور وفاة بطرس الأكبر، وقامت بإلغاء مبدأ خدمة الدولة المفروض على كل نبيل، فاكتسبت شعبية كبيرة في وسطهم، خصوصًا بعد أن أقدمت على إسناد معظم المهام الحكومية في المحافظات إليهم.
قامت كاترين الكبيرة بتوسيع التدخل الروسي في شؤون الكومنولث البولندي اللتواني بإجراءات عديدة كان من ضمنها دعم كونفدرالية تارغوويكا، إلا أن التكاليف الباهظة لهذا التدخل، جرّاء تجهيز الحملات والجنود واستمالة البولنديين، إلى جانب النظام القمعي الاجتماعي، الذي كان يفرض على الأقنان قضاء حياتهم في أراضي الملاك، دفع بالفلاحين الروس أن ينتفضوا ويثوروا على إمبراطورتهم في سنة 1773، خصوصًا بعد أن أصدرت الأخيرة مرسومًا ينص على بيع العبيد منفصلين عن الأرض. هدد المتمردون بالاستيلاء على موسكو، مرددين صرخة «الموت لجميع الملاك!»، المستوحاة من قوزاق آخر يدعى إميليان بوغاتشيف، قبل أن يتم قمعهم بلا رحمة. أخضعت كاترين بوغاشيف في نهاية المطاف، وتمّ حمله إلى الساحة الحمراء حيث قُطع رأسه، ولكن على الرغم من القضاء على سيد الثورة، إلا أن شبحها استمر يؤرق نوم كاترين وخلفاءها لسنين طويلة.
وفي الفترة التي قامت فيها الإمبراطورة بقمع الفلاحين الروس، كانت تخوض حربًا ناجحة ضد الدولة العثمانية نجم عنها توسع روسيا في الحدود الجنوبية لمنطقة البحر الأسود. ثم أقدمت على التآمر مع حكام النمسا وبروسيا، للاستيلاء على أراضي الكومنولث البولندي اللتواني عندما كانت بولندا تُقسّم على يد الأمم الأوروبية، فدفعت بذلك الحدود الروسية غربًا إلى أوروبا الوسطى. كانت روسيا قد برزت وأصبحت قوة عظمى في أوروبا وقت وفاة كاترين الكبيرة عام 1796، واستمر الأمر على هذا المنوال في عهد القيصر ألكسندر الأول، الذي انتزع فنلندا من مملكة السويد الضعيفة في سنة 1809 وإقليم بيسارابيا من العثمانيين في عام 1812.

### النصف الأول من القرن التاسع عشر

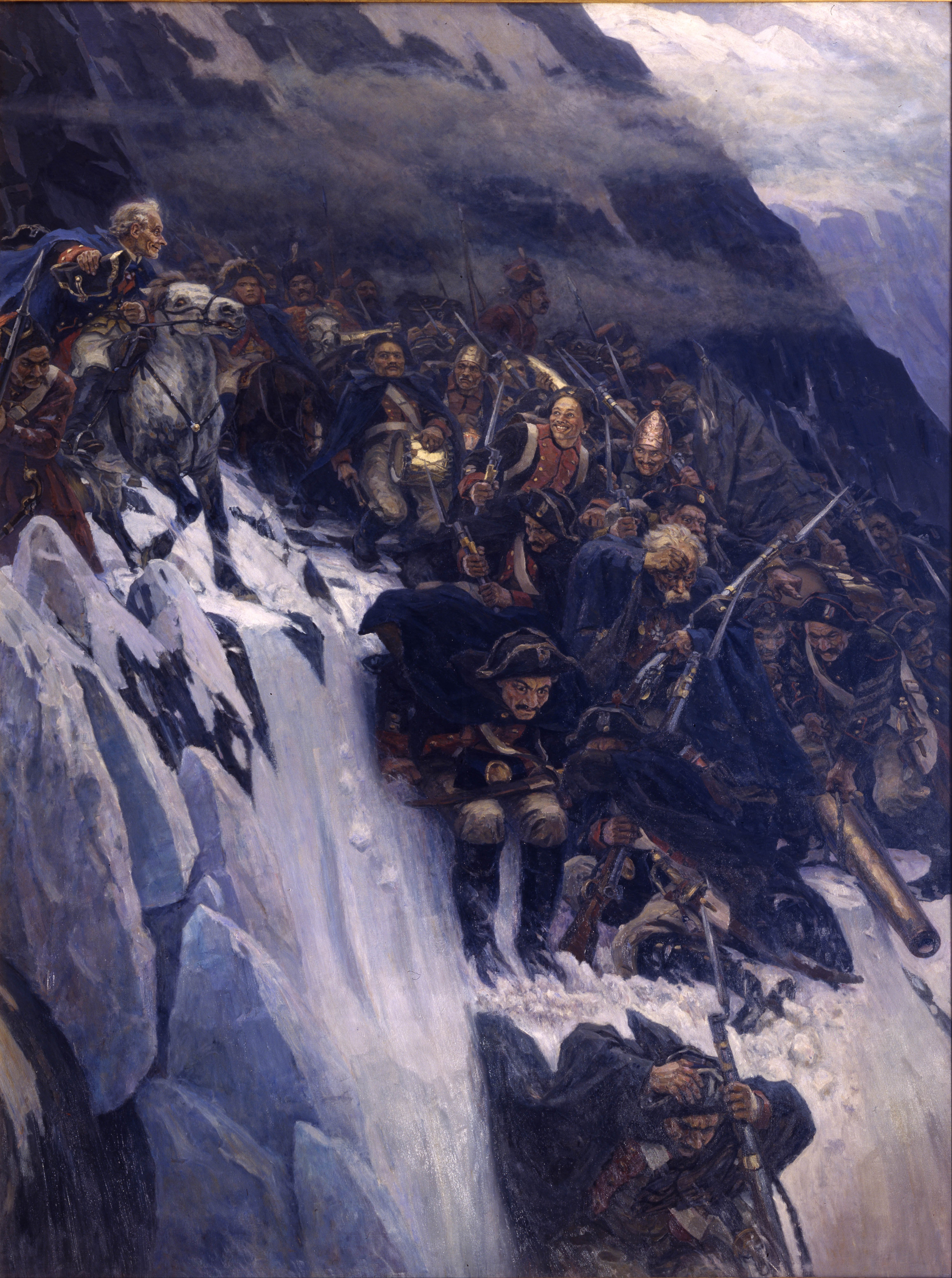
رسم تخيلي يُظهر بطولة الجنود الروس وهم يعبرون جبال الألب نحو الأراضي الفرنسية في سنة 1799.

العلم الرسمي للإمبراطورية الروسية من سنة 1858 حتى سنة 1883.

وقع نابليون بونابرت بزلة قدم كبيرة عندما شن هجوما على أرض القياصرة في سنة 1812، بعد خلاف مع القيصر ألكسندر الأول، فقد كانت الحملة كارثة كبيرة لحقت بالجيش الفرنسي، وكانت خطوة مهمة عجّلت في انهيار الإمبراطورية الفرنسية. فعلى الرغم من أن جيش نابليون الكبير نجح في الوصول إلى موسكو، إلا أن الروس اعتمدوا إستراتيجية الأرض المحروقة، التي منعت الغزاة من غنم البلاد وضمها إلى إمبراطوريتهم. أضف إلى ذلك، فقد تعاون الطقس شديد البرودة، وحروب العصابات والفلاحون الثائرون على قتل وأسر آلاف الجنود الفرنسيين. حين تراجعت قوات نابليون، طاردتها القوات الروسية وصولاً إلى وسط فغرب أوروبا وإلى أبواب باريس نفسها. وبعد هزيمة نابليون على أيدي روسيا وحلفائها، أصبح القيصر الروسي يعرف باسم ألكسندر «منقذ أوروبا»، وترأس جلسة إعادة رسم خريطة أوروبا في مؤتمر فيينا سنة 1815، الأمر الذي جعل منه عاهل الهيئة التشريعية البولندية.
على الرغم من أن الإمبراطورية الروسية لعبت دوراً قياديًا هامًا في سياسية القرن التالي، بفعل هزيمة الإمبراطورية الفرنسية والقضاء على نابليون راسم الخريطة الجغرافية والسياسية الأوروبية، إلا أن الإبقاء على نظام الاستعباد حال دون أي تقدم اقتصادي ملحوظ. وفي الفترة التي أخذت دول أوروبا الغربية تحقق خلالها نمواً اقتصاديًا مطرداً بفعل الثورة الصناعية، التي كانت قد بدأت في النصف الثاني من القرن الثامن عشر، أخذت روسيا تظهر تخلفًا وتراجعًا أكثر من أي وقت مضى، الأمر الذي خلق لها مشاكل جديدة، وهدد مركزها كقوة عظمى. كان وضع روسيا كقوة عظمى مموها نتيجة عدم كفاءة حكومتها، وعزلتها عن الشعب، والتخلف الاقتصادي. بعد هزيمة نابليون، كان ألكسندر على استعداد لمناقشة الإصلاحات الدستورية، ولكن على الرغم من الإصلاحات، لم تحصل تغيرات شاملة.
وفي تاريخ 3 سبتمبر من سنة 1826، توّج القيصر نيقولا الأول خلفًا لأخيه الأكبر ألكسندر الأول. وقد افتتح عهد هذا القيصر بانتفاضة تكمن خلفيتها في الحروب النابليونية، ذلك أنه عندما اتجهت الجيوش الروسية، بقيادة عدد من الضباط المثقفين، إلى أوروبا أثناء الحملات العسكرية على الإمبراطورية الفرنسية، تأثر هؤلاء باليبرالية السائدة في دول أوروبا الغربية، فأخذوا يسعون إلى التغيير، وتطبيق هذه الأفكار في بلادهم الأوتوقراطية. كانت النتيجة ثورة دجنبر في شهر ديسمبر من سنة 1825، وهي نتاج أيدي مجموعة صغيرة من النبلاء الليبراليين وضباط الجيش الذين كانوا يريدون تثبيت شقيق نيقولا كملك دستوري، إلا أن التمرد سُحق بسهولة. أدّت هذه الثورة إلى تغيير نظرة نيقولا ببرنامج عصرنة روسيا الذي بدأه بطرس الأكبر، فقام بصرف النظر عنه فأعاد إحياء أيديولوجية الأرثوذكسية والأوتوقراطية والوطنية.

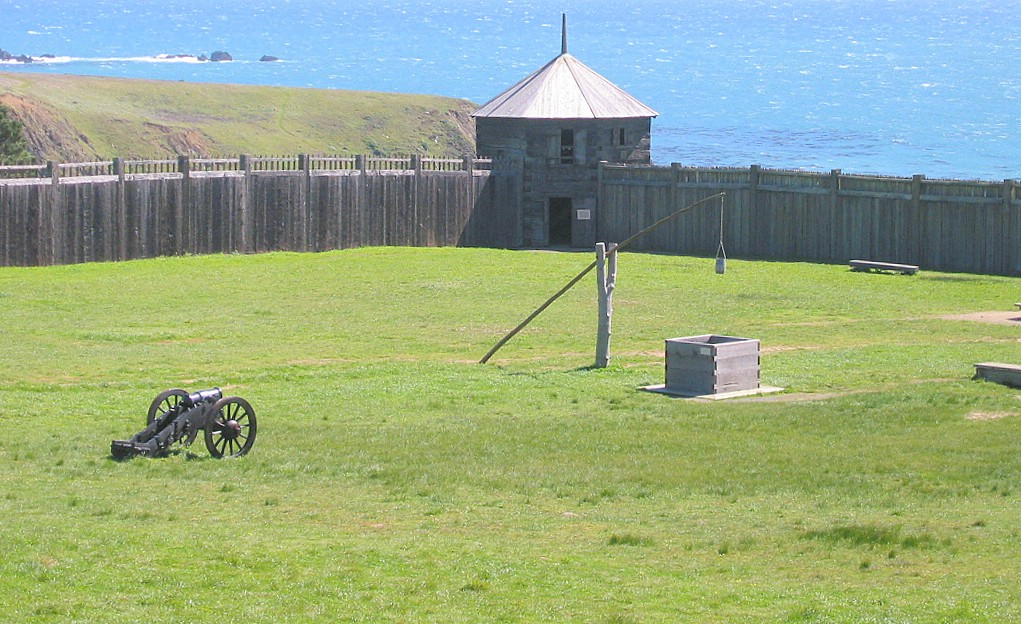
حصن روس، في القرن التاسع عشر. مخفر للشركة الروسية الأمريكية في مقاطعة سونوما، كاليفورنيا.

بعد أن احتلت الجيوش الروسية جورجيا في سنة 1802، اشتبكت مع بلاد فارس[ ؟ ] من أجل السيطرة على أذربيجان، وانخرطت في حرب القوقاز ضد الجبليين على مدى نصف قرن. اضطر القياصرة الروس أيضًا إلى التعامل مع انتفاضتين في أراضيهم المكتسبة حديثا في الكومنولث البولندي واللتواني: ثورة نوفمبر في سنة 1830 وانتفاضة يناير في سنة 1863.
جعل الرد القاسي على ثورة «الرابع عشر من ديسمبر» من هذا اليوم رمزاً للحركات الثورية التي برزت في السنوات اللاحقة. أُخضعت المدارس والجامعات لرقابة مشددة وفُرض على الطلاب كتب مدرسية رسمية، في سبيل قمع أي فكر ثوري قد ينشأ. كذلك تم زرع جواسيس الشرطة في كل مكان، وكان أي شخص يُتهم بالتخطيط لأي ثورة يُرسل إلى سيبيريا؛ وقد أُرسل مئات الآلاف من الناس خلال عهد نيقولا الأول إلى معسكرات مخصصة للأعمال الشاقة في تلك الأنحاء من روسيا.
وفي هذا العهد، أدّى طموح روسيا إلى الظهور كقوة لا يُستهان بها في العالم إلى انقسام المفكرين والمحدثين إلى فئتين رئيسيتين. ففضل البعض تقليد أوروبا الغربية وانتهاج منهج دولها، بينما كان آخرون ضد هذا الرأي ودعوا إلى العودة لتقاليد الماضي كفترة النهضة العربية بين التيار السلفي والتيار العلماني، وكان الاتجاه الأخير يتبناه السلافيليون، الذين انتقدوا بشدة «الانحلال الغربي». كان السلافيليون من مؤيدي نظام الرق ومعأرضي البيروقراطية، ومن مناصري النظام الجماعي الروسي الذي كان سائداً في العصور الوسطى، أو مجتمع القرية، على فردانية الغرب. كذلك، وُضعت مذاهب اجتماعية بديلة من قبل المتطرفين الروس مثل ألكسندر هيرزن وميخائيل باكونين وبيوتر كروبوتكين.

### النصف الثاني من القرن التاسع عشر
توفي القيصر نيقولا الأول بتاريخ 2 مارس سنة 1855 تاركًا وراءه فلسفته ومنهجه في الحكم موضع جدال بين السياسيين والفقهاء. وقبل سنة واحدة من وفاته، خاضت روسيا حربًا ضد تحالف دولي متكون من الإمبراطورية الفرنسية، الإمبراطورية البريطانية، الدولة العثمانية، مملكة سردينيا، ودوقية ناسو، في شبه جزيرة القرم، للسيطرة على تلك الأنحاء من العالم في المقام الأول، وعُرفت هذه الحرب بحرب القرم. وكانت روسيا تعتبر قوة عسكرية عظمى لا تقهر، وقد سادت هذه الفكرة في أوروبا منذ هزيمة نابليون الكبرى الأولى على أيدي الروس، إلا أن تحالف القوى العظمى في أوروبا أثبت أنه أشد بأسًا وقوّة، وكشف مدى اضمحلال وضعف حكم القيصر نيقولا الأول، بعدما تبين درجة عجز وضعف القوات البرية والبحرية للإمبراطورية.

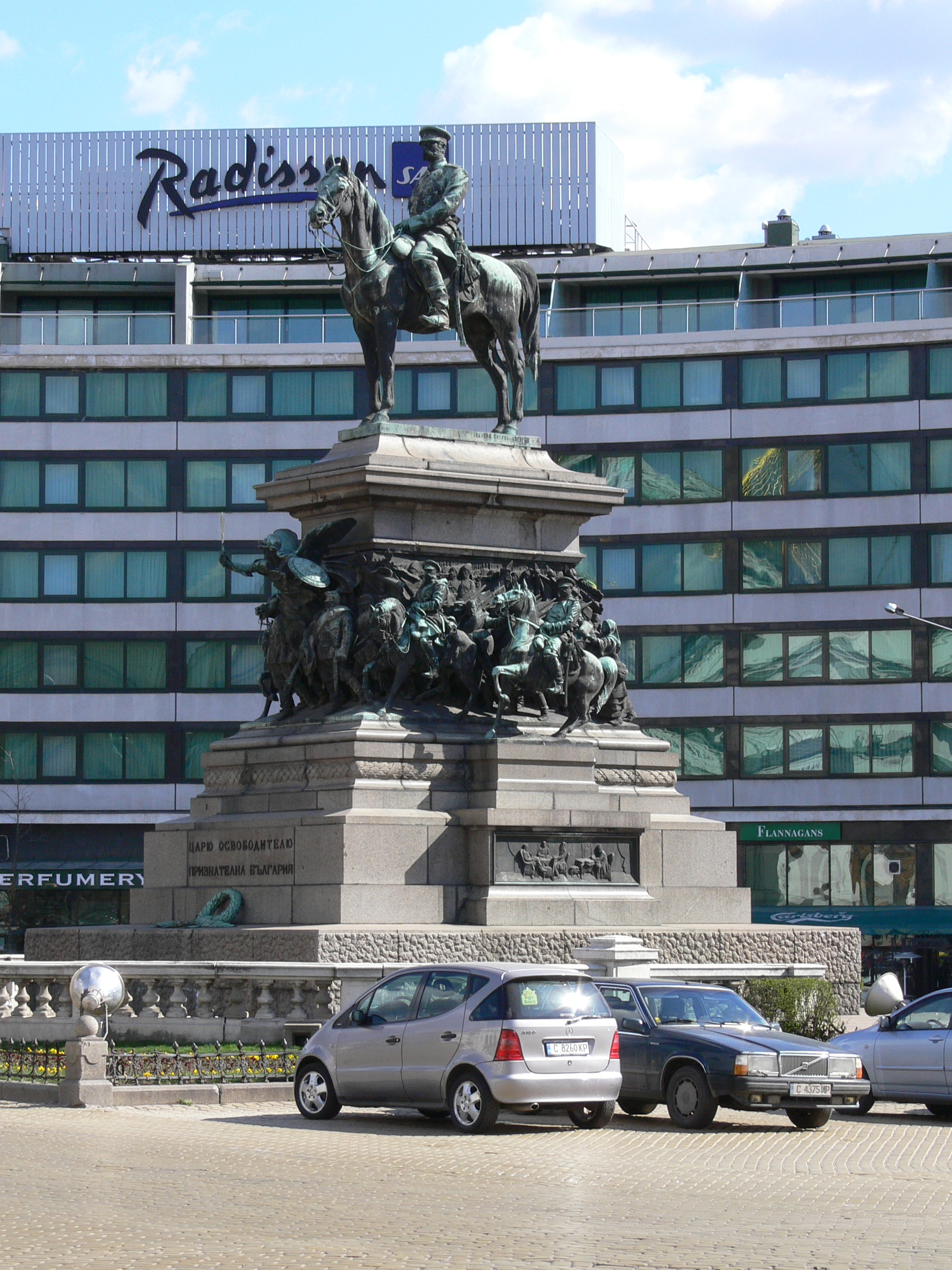
النصب التذكاري للقيصر المحرر في صوفيا يخلد الدور الحاسم للقيصر الكسندر الثاني في تحرير بلغاريا من الحكم العثماني.

وبعد نيقولا الأول تولّى ألكسندر الثاني عرش الإمبراطورية في سنة 1855، وفي تلك الفترة كانت رغبة الشعب والسياسيين في الإصلاح الشامل لا تعلوا عليها رغبة. فظهرت حركة إنسانية أخذت بالتنامي شيئًا فشيئًا، وهاجمت الاسترقاق ودعت إلى إلغائه، وقد قد تم تشبيه هذه الحركة في السنوات اللاحقة، بحركة دعاة إلغاء العبودية في الولايات المتحدة قبل نشوب الحرب الأهلية الأمريكية. في عام 1859، كان هناك أكثر من 23 مليون قن يعيشون في ظل ظروف أسوأ من تلك التي عاشها فلاحو أوروبا الغربية في القرن السادس عشر. وبناءً على هذه الوقائع والضغوطات التي مارستها هذه الحركة والرأي العام، قام ألكسندر الثاني بإلغاء نظام القنانة بنفسه بدلاً من انتظار أن يتم إلغائه من قبل الشعب عن طريق الثورة.
كان تحرير الأقنان في سنة 1861 أهم حدث في القرن التاسع عشر في التاريخ الروسي. وكان ذلك بداية نهاية عهد احتكار الطبقة الأرستقراطية للسلطة. وقد أدّى التحرير إلى توريد العمالة الحرة إلى المدن، الأمر الذي نجم عنه نمو القطاع الصناعي، وزيادة حجم الطبقة الوسطى وتأثيرها على المجتمع؛ إلا أن الحكومة لم تقدم للأقنان المحررين الأراضي التي عملوا بها وعاشوا فيها طيلة سنوات، وعوضًا عن ذلك فُرض على هؤلاء الفلاحين دفع ضريبة خاصة إلى الحكومة مدى الحياة، والتي بدورها دُفعت ثمنًا للملاكين تعويضًا لهم عن الأرض التي فقدوها. وفي أحيان عديدة رهن الفلاحون الأرض نتيجة فقرهم الشديد وعدم مقدرتهم على تسديد هذه الضريبة. امتلكت جميع الأراضي التي سُلّمت للفلاحين من قبل «المير»، وهو مجتمع القرية، أي أن هذه الأراضي كانت ملكية مشتركة بين جميع أفراد القرى وكبارها، وكان المير يُقسّم الأراضي بين الفلاحين ويُشرف على إدارة المقتنيات والحقوق الحيازية المختلفة. وعلى الرغم من ألغاء العبودية، إلا أن إلغاءها تحقق بشروط غير مواتية للفلاحين، وبناءً على هذا، لم تفتر التوترات الثورية بل بقيت على حالها، على الرغم من النوايا الطيبة لألكسندر الثاني.
في أواخر عقد السبعينات من القرن التاسع عشر، اشتبكت روسيا والدولة العثمانية مرة أخرى في بلاد البلقان. وتصاعدت أزمة البلقان من سنة 1875 حتى سنة 1877، بسبب تمرد القوميات السلافية المختلفة ضد الحكم العثماني، الأمر الذي أدى إلى اتباع العثمانيين لسياسة قمعية ضد هذه الحركات، اعتبرتها الإمبراطورية الروسية وحشيّة كبيرة. أصبح الرأي القومي الروسي يشكل عاملا محليًا خطيراً لدعمه للمسيحيين في منطقة البلقان للتحرر من الحكم العثماني، ودعمه لاستقلال بلغاريا والصرب. في أوائل عام 1877، تدخلت روسيا نيابةً عن القوات الصربية والمتطوعين الروس عندما أعلنت الحرب على الدولة العثمانية، وفي غضون سنة واحدة، كانت القوات الروسية قد اقتربت من حدود الأستانة، عاصمة الدولة العثمانية، بشكل لا يدعوا للاطمئنان، فاضطر العثمانيون إلى الاستسلام. أقنع الدبلوماسيون القوميون والألوية الروس القيصر ألسكندر الثاني بإجبار الدولة العثمانية على توقيع معاهدة سان ستيفانو في مارس من سنة 1878، والتي اعترف العثمانيون بمقتضاها باستقلال بلغاريا، وبامتداد حدودها إلى جنوب غرب البلقان. وعندما هددت بريطانيا بإعلان الحرب على روسيا بسبب بنود معاهدة سان ستيفانو التي كان من شأنها توسعة النفوذ الروسي في المنطقة مما يتعارض مع مصالح بريطانيا، تراجعت روسيا عن قراراتها لاستنفاذها قواتها ومواردها في حروب البلقان، مما يجعلها غير قادرة على مقارعة دولة بقوة بريطانيا. وفي مؤتمر برلين في شهر يوليو من سنة 1878، وافقت روسيا على التضييق من حدود بلغاريا. نتيجة لذلك، أخذ السلافيون القوميون ينظرون بحقد إلى الإمبراطورية النمساوية المجرية وألمانيا لفشلها في دعم روسيا. حفزت خيبة الأمل بنتيجة حرب البلقان التوترات الثورية في البلاد.

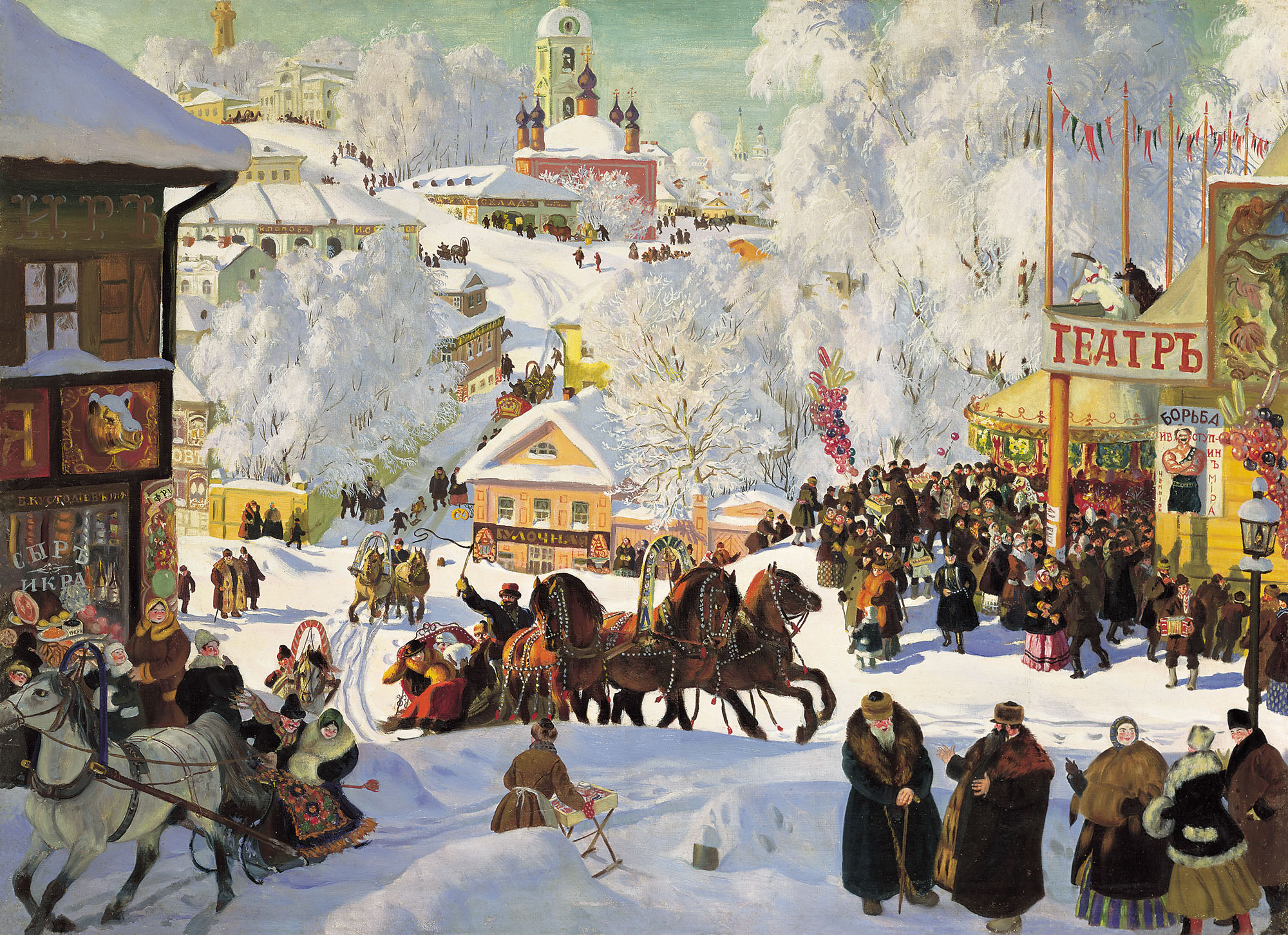
بلدة ريفية روسية في فصل الشتاء، اللوحة رسمها بوريس كوستودييف.

في أعقاب اغتيال منظمة «نارودنايا فوليا» الإرهابية المجهولة للقيصر ألكسندر الثاني، في عام 1881، مر العرش لابنه ألكسندر الثالث (1881-1894)، الرجعي الذي أحيا القول المأثور لنيقولا الأول: «أرثودوكسية وأوتوقراطية ووطنية». اعتقد ألكسندر الثالث أن بإمكانه إنقاذ روسيا من الفوضى عن طريق ابتعاده عن التأثيرات التخريبية عليها من قبل دول أوروبا الغربية. أبرمت روسيا في عهد هذا القيصر اتحاداً مع جمهورية فرنسا لاحتواء القوة المتنامية لألمانيا، كذلك فرضت كامل سيطرتها على آسيا الوسطى وانتزعت تنازلات إقليمية وتجارية هامة من الصين.
كان قسطنطين بوبيدونوستيف[ ؟ ] مستشار القيصر الأكثر نفوذاً، وهو معلم ألكسندر الثالث ونجله نيقولا الثاني، والنائب العام للمجمع المقدس من سنة 1880 حتى سنة 1895. درّس تلاميذه الملكيين الخوف من حرية التعبير والصحافة، وكرههم بالديمقراطية والدساتير، والنظام البرلماني. الأمر الذي كان من شأنه قتل وقمع الثوريين واعتماد سياسة «الروسنة» في جميع أنحاء الإمبراطورية، طيلة عهد هذا الرجل.

### أوائل القرن العشرين
خلف القيصر نيقولا الثاني (1894-1917) والده ألكسندر الثالث بتاريخ 1 نوفمبر سنة 1894. وفي بداية عهده بدأت الثورة الصناعية تؤثر بصورة ملحوظة على الإمبراطورية الروسية. فقام الليبراليون من أصحاب الرساميل الصناعية والنبلاء بإصلاح اجتماعي سلمي، وبملكية دستورية، وقاموا بتشكيل الحزب الدستوري الديمقراطي. أما الثوريون الاجتماعيون فجمعوا بين التقليد النارودنيكي ودعوا إلى توزيع الأراضي بين أولئك الذين عملوا فعلا فيها، أي الفلاحين. كانت مجموعة أخرى متطرفة وهي الحزب الاشتراكي الديمقراطي، من الدعاة إلى الماركسية في روسيا، حيث دعوا إلى استكمال الثورة الاجتماعية والاقتصادية والسياسية.
في عام 1903 انقسم الحزب إلى جناحين في مدينة لندن، المناشفة أو المعتدلين والبلشفية أو المتطرفين. اعتقد المناشفة بأن الاشتراكية الروسية سوف تنمو تدريجيًا بشكل سلميّ، وذلك أن نظام القيصر ينبغي أن يتحول إلى جمهورية يتعاون فيها الاشتراكيون مع الأحزاب الليبرالية البورجوازية على بناء الوطن. دعا البلاشفة، بزعامة فلاديمير لينين، إلى تشكيل نخبة صغيرة من الثوريين المهنيين، تخضع لانضباط الحزب القوي، لتكون بمثابة طليعة الطبقة الكادحة من أجل الاستيلاء على السلطة بالقوة.
كان فشل القوات المسلحة الروسية في تحقيق النصر في الحرب الروسية اليابانية (1904-1905) بمثابة ضربة قوية للنظام القيصري، والتي زادت من احتمالات حدوث قلاقل. في شهر يناير من سنة 1905 وقعت الأحداث المعروفة باسم الأحد الدامي، إذ قاد الأب «جورجي غابون» حشدا هائلا من الناس إلى قصر الشتاء في سانت بطرسبرغ لرفع عريضة إلى القيصر. وعندما وصل الموكب إلى القصر، فتح القوزاق النار على المتظاهرين، مما أسفر عن مقتل المئات. كانت الجماهير الروسية مثارة بالمجزرة مما أدى إلى إعلان مطالبة بالجمهورية. وكانت هذه علامة على بداية الثورة الروسية عام 1905. فظهرت السوفيات (مجالس العمال) في معظم المدن لمباشرة النشاط الثوري وحث النس عليه. فكانت روسيا مشلولة بالتالي، والحكومة يائسة لا تقدر على الاتيان بحل جازم نهائي.

في شهر أكتوبر من سنة 1905، أصدر نيقولا الثاني بيان أكتوبر الشهير على مضض، وأقر فيه إنشاء الدوما الوطني (البرلمان) ودعوته للانعقاد دون تأخير. شمل الحق في التصويت عدة فئات شعبية ولم يُطبق أي قانون دون الحصول على الموافقة عليه من مجلس الدوما. وكان من شأن هذا إرضاء الجماعات المعتدلة، ولكن الاشتراكيين رفضوا التنازلات التي قالوا أنها غير كافية وحاولوا تنظيم إضرابات جديدة. بحلول نهاية عام 1905، كان هناك انقسام بين الإصلاحيين، فكان عاقبة ذلك أن تعزز موقع القيصر لفترة من الزمن. 

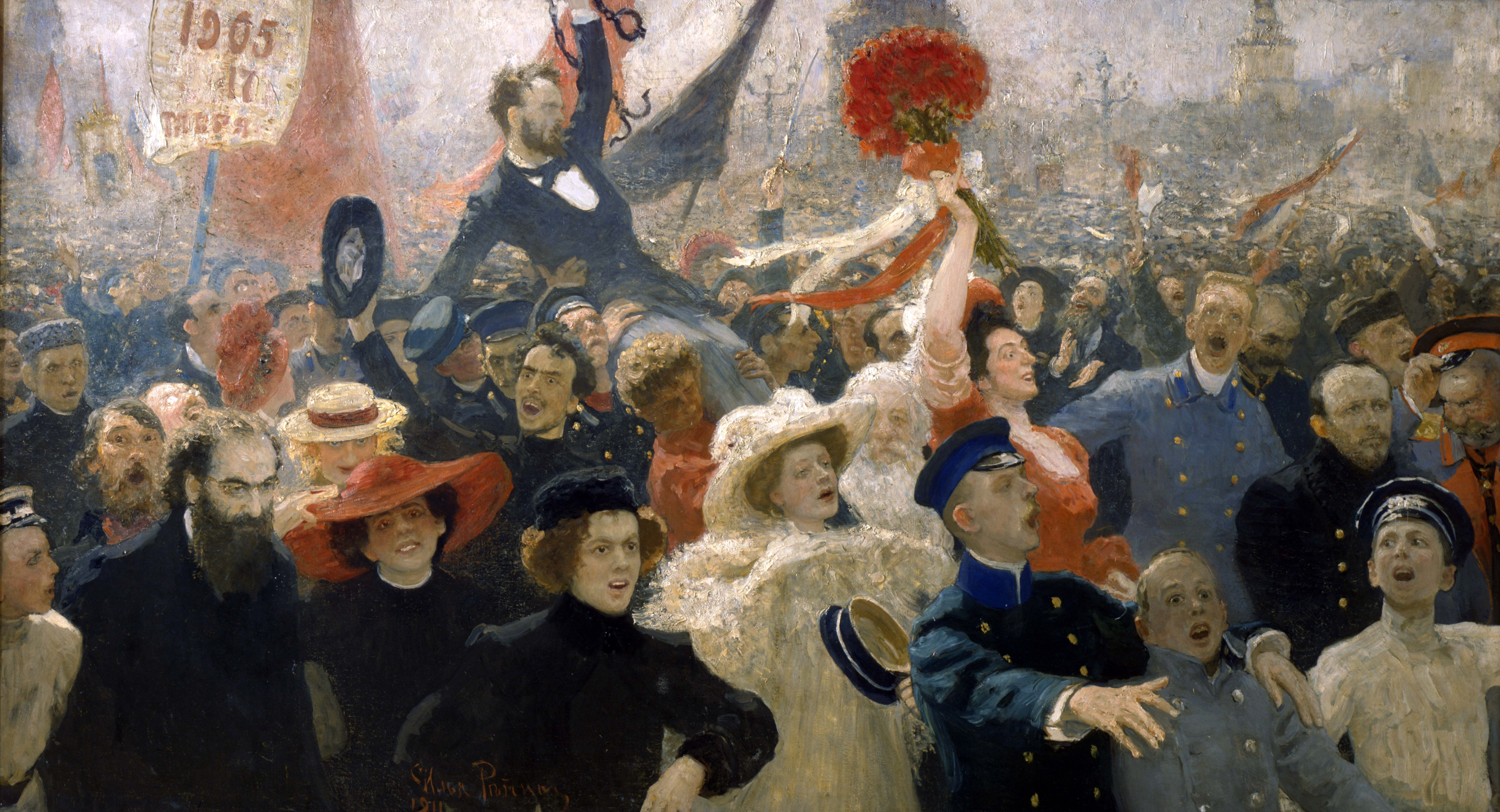
مشهد من الثورة الروسية الأولى، بريشة إيليا ريبين.

دخل القيصر نيقولا الثاني ورعاياه في الحرب العالمية الأولى بحماسة يدفعها شعورهم الوطني وأحساسهم القومي، أي الدفاع عن أخوة الروس من السلاف الأرثوذكس، والصرب ضد معسكر دول المحور. في أغسطس من سنة 1914، دخل الجيش الروسي ألمانيا لدعم الجيوش الفرنسية. صوّرت الانقلابات العسكرية والدعاية المناهضة للحرب، الحكومة الروسية على أنها غير كفء لتولي شؤون البلاد والعباد، وسرعان ما أدّى ذلك إلى إثارة غضب الكثير من الناس وزيادة نقمتهم على الدولة والنظام الحاكم. قطعت السيطرة الألمانية على بحر البلطيق والسيطرة الألمانية-العثمانية على البحر الأسود وصول المدد إلى روسيا عن طريق حلفائها والأسواق الخارجية.
بحلول منتصف سنة 1915 انخفضت معنويات العساكر الروسية. وسرت شائعات بنفاذ قريب للمواد الغذائية والوقود وبازدياد عدد الضحايا (على الرغم من بقاءه أقل من عدد ضحايا باقي الدول المتحاربة)، وبأن معدل التضخم يتصاعد. ومن الناحية الواقعية، ارتفع عدد الإضرابات التي قام بها عمال المصانع ذوي الأجور المحدودة، وكانت هناك تقارير تفيد بأن الفلاحين، الذين كانوا يطالبون بالإصلاح الزراعي، قد ضاق صدرهم واكتفوا وأنهم على وشك الثورة. وفي الوقت نفسه، انخفظت ثقة الشعب بالنظام الحاكم بعد ظهور تقارير في وسائل الاعلام المعادية للحكومة تفيد أن المتصوف غريغوري راسبوتين له تأثير سياسي عظيم داخل الحكومة. وقد أنهى اغتيال الأخير في عام 1916 هذه الفضيحة لكنه لم يُعد للدولة هيبتها المفقودة.
بتاريخ 3 مارس سنة 1917، تم تنظيم إضراب من قبل عمّال أحد المصانع في العاصمة سانت بطرسبرغ؛ وفي غضون أسبوع تقريبًا توقف جميع العاملين في المدينة عن متابعة أعمالهم، واندلع القتال في الشوارع. ثم تفجرت ثورة فبراير عندما حل القيصر مجلس الدوما، وأمر المضربين بالعودة إلى العمل.
رفض مجلس الدوما الانحلال، وعقد المضربون اجتماعات جماهيرية تحديًا للنظام، ووقف الجيش علنًا إلى جانب العمال. وبعد بضعة أيام أُنشأت حكومة مؤقتة برئاسة غريغوري لفوف المُسمى من قبل مجلس النواب، وفي اليوم التالي ألقي القبض على القيصر وأعلن أنه قد تنازل عن الحكم. قُتل نيقولا الثاني وزوجته وابنه وبناته الأربع وطبيب العائلة وخادم القيصر وسيدة الإمبراطورة وأسرة الطباخ جميعا في غرفة واحدة على أيدي البلاشفة في ليلة 17 يوليو من سنة 1918، وفي الوقت نفسه، شكّل الاشتراكيون في سانت بطرسبرغ مجلساً من العمال والجنود المعاونين لتزويدهم بالشعبية والسلطة التي افتقروها في مجلس الدوما.

## أراضي الإمبراطورية

### الحدود
وصلت الحدود الإدارية للإمبراطورية الروسية إلى الحدود الطبيعية للسهول الأوروبية الشرقية، وذلك إن تم استثناء فنلندا والجزء البولندي الذي كان خاضعًا للسيطرة الروسية. وفي الشمال وصلت حدود الإمبراطورية إلى المحيط المتجمد الشمالي؛ حيث امتلكت فيه جزر نوفايا زيمليا وكولغوييف وجزيرة فايغاش. وفي الشرق وقعت الأراضي الآسيوية الخاضعة للإمبراطورية، وهي سهوب سيبيريا وقيرغيزستان، التي كان كل منها يفصل بين جبال الأورال ونهر الأورال وبحر قزوين، وامتدت الحدود الإدارية الآسيوية غربًا إلى منحدرات جبال الأورال الفاصلة بين قارتي آسيا وأوروبا. وبالنسبة للحدود الجنوبية، فإنها وصلت إلى البحر الأسود والقوقاز، وانفصلت عن هذه الأخيرة بنهر مانيش، الذي كان يصل بحر آزوف بمنطقة بحر قزوين في العصور السابقة على العصر الحديث القريب. أما الحدود الغربية فكانت، ولا تزال هي نفسها، إلى حد كبير: فامتدت من شبه جزيرة كولا نحو فارانجيرفيورد وصولاً إلى خليج بوثنيا، ومن هناك إلى بحيرة قورش في جنوب بحر البلطيق، ومن ثم إلى مصب نهر الدانوب، حيث تلتف لتطوّق بولندا وتفصل بين روسيا وبروسيا وغاليسيا النمساوية ورومانيا.
من السمات الخاصة لروسيا أن لديها القليل من المنافذ الحرة إلى البحر المفتوح غير الشواطئ الجليدية في المحيط المتجمد الشمالي، فحتى البحر الأبيض يُعتبر مجرد خليج من المحيط سالف الذكر. كان التثليم العميق لخلجان بوثنيا وفنلندا محاطا بالأراضي الفنلندية، لذا قام الروس باتخاذ موطئ قدم لهم عند رأس الخليج الأخير من خلال إقامة عاصمتهم عند مصب نهر نيفا[ ؟ ]. ينتمي خليج ريغا والبلطيق أيضًا إلى الأراضي التي لم تكن مأهولة من قبل السلاف، ولكن من جانب شعوب دول البلطيق والفنلنديين ومن قبل الألمان كذلك الأمر. وينتمي الساحل الشرقي للبحر الأسود إلى منطقة جنوب القوقاز الجغرافيّة، وتفصله سلسلة كبيرة من الجبال عن روسيا. لكن حتى هذه المسطحات المائية الداخلية كانت بمثابة بحار، وكان المتنفس الوحيد منها، على البوسفور خاضعًا، للدولة العثمانية، في حين أن بحر قزوين، الذي تحده الصحراء من معظم نواحيه، برزت أهميته كحلقة وصل بين روسيا ومستوطناتها الآسيوية، أكثر من كونه قناة للاتصال مع البلدان الأخرى.

### الجغرافيا

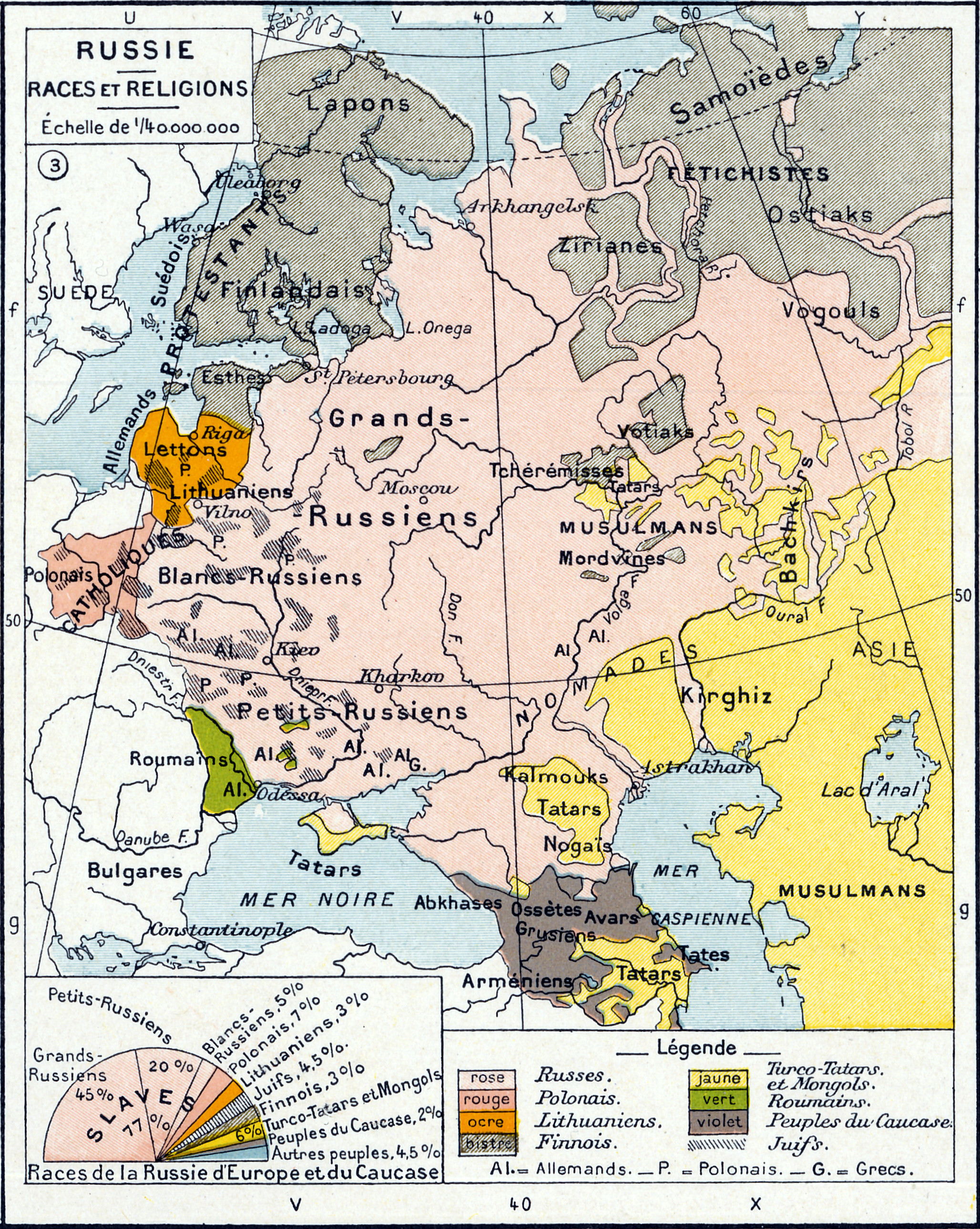
الخريطة العرقية في روسيا الأوروبية قبل الحرب العالمية الأولى.

بحلول نهاية القرن التاسع عشر بلغت مساحة الإمبراطورية ما يُقارب من 22,400,000 كلم²، وهو ما يُعادل سدس مساحة الكرة الأرضية؛ منافستها الوحيدة من حيث المساحة في ذلك الوقت كانت الإمبراطورية البريطانية، وكان غالبية السكان في الإمبراطورية يعيشون في الجزء الأوروبي من روسيا، وقد ضمت الإمبراطورية أكثر من 100 مجموعة عرقية، فيما شكّل الروس حوالي 45% من إجمالي عدد السكان.

### تطور الأراضي
بالإضافة إلى كامل أراضي روسيا الحديثة، فإن أراضي الإمبراطورية الروسية شملت، قبل عام 1917، أراضي كل من: أوكرانيا (دنيبر أوكرانيا وشبه جزيرة القرم) وروسيا البيضاء ومولدوفا (بيسارابيا) وفنلندا (دوقية فنلندا) وأرمينيا وأذربيجان وجورجيا (بما في ذلك مينغريليا)، وبعض دول آسيا الوسطى مثل كازاخستان وقيرغيزستان وطاجيكستان وتركمانستان وأوزبكستان (تركستان الروسية)، ومعظم ليتوانيا وإستونيا ولاتفيا (محافظات البلطيق) وكذلك جزءاً كبيرا من بولندا (مملكة بولندا) ومحافظات أردهان وأرتفين وإغدير وكارس في تركيا. وفي الفترة الممتدة بين عاميّ 1742 و1867، إدعت الإمبراطورية الروسية أن ألاسكا مستعمرة تخصها.
في أعقاب الهزيمة السويدية في الحرب الفنلندية والتوقيع على معاهدة فريدريكشامن في 17 سبتمبر من سنة 1809، أُدرجت فنلندا في الإمبراطورية الروسية باعتبارها دوقية مستقلة. حكم قيصر دوقية فنلندا بوصفه ملكًا دستوريًا، عن طريق الدوق الأكبر ومجلس الشيوخ الذين عينهم بنفسه.

### الأراضي الخارجية للإمبراطورية

أراضي الإمبراطورية
مناطق النفوذ

وفقا للمادة الأولى من القانون العضوي، كانت الإمبراطورية الروسية دولة واحدة لا تتجزأ. بالإضافة إلى ذلك، تنص المادة 26 على أن «مملكة بولندا ودوقية فنلندا غير قابلة للفصل عن عرش الإمبراطورية الروسية». كذلك، نظمت المادة الثانية العلاقات مع دوقية فنلندا، فنصت على أن: «دوقية فنلندا، تُشكل جزءاً لا يتجزأ من الدولة الروسية؛ تُحكم شؤونها الداخلية أنظمة خاصة مبنية على قواعد قانونية خاصة»، وكذلك فعل قانون 10 يونيو لسنة 1910.
في الفترة الممتدة بين عاميّ 1744 و1867 سيطرت الإمبراطورية أيضًا على ما يُسمى «بأمريكا الروسية»، أي ألاسكا بما فيها من جزر، وباستثناء هذه الأراضي، كانت الإمبراطورية الروسية عبارة عن كتلة متلاصقة من الأراضي الممتدة من أوروبا إلى آسيا. تختلف الإمبراطورية الروسية عن باقي الإمبراطوريات الاستعمارية، حيث أنه في حين تم تقسيم الإمبراطويات الكبرى الأخرى مثل الإمبراطورية البريطانية والإمبراطورية الفرنسية خلال القرن العشرين، فإن الإمبراطورية الروسية حافظت على جزء كبير من أراضيها، عند قيام الاتحاد السوفياتي الشيوعي، واستمرت على هذا المنوال بعد انهياره وقيام روسيا الاتحادية.
وعلاوةً على ذلك، سيطرت الإمبراطورية مؤقتًا على بعض الأراضي عن طريق حصولها على عدد من الامتيازات فيها، من شاكلة بعض أراضي الصين مثل ميناء كوانتونغ ومنطقة السكك الحديدية الصينية الشرقية، التي اعترفت بها الإمبراطورية الصينية، فضلا عن أنها تنازلت لروسيا عن مدينة تيانجين.
في عام 1815، إتجه شافر، رجل الأعمال الروسي، إلى جزيرة كاواي، رابع أكبر جزيرة في الأرخبيل الهاوايي، للتفاوض على معاهدة الحماية مع حاكم جزيرة كواموالي، الخاضع لملك هاواي كاميهاميها الأول، إلا أن القيصر الروسي رفض التصديق على المعاهدة.

## الحكومة والإدارة

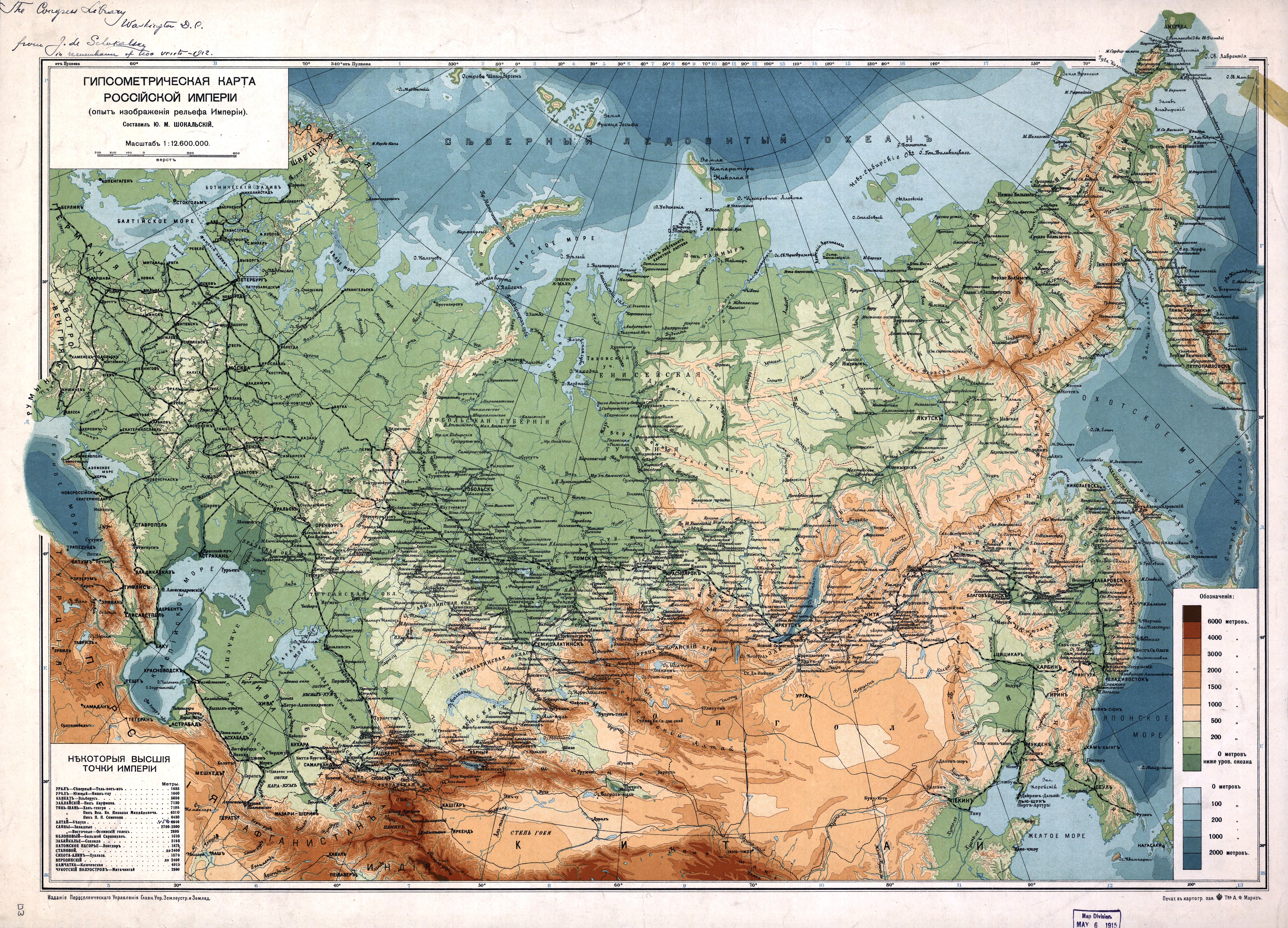
الإمبراطورية الروسية في سنة 1914.

وصف مجلس غوتا التقويمي (بالفرنسية: Almanach de Gotha)، وهو مجلس مكون من نبلاء وملوك أوروبا، كان يُعقد في مدينة غوتا الألمانية ليُصنف الملكيات والأسر الحاكمة الحالية والسابقة؛ وصف روسيا في سنة 1910 على أنها دولة ملكية دستورية يحكمها قيصر[ ؟ ] أوتوقراطي. هذا التناقض الواضح في التعريف والمصطلحات المستخدمة يوضح صعوبة تحديد صيغة، أو تعريف موحد، للنظام الذي أنشئ في عهد الإمبراطورية الروسية منذ شهر أكتوبر من عام 1905. وصفت القوانين الأساسية الروسية الإمبراطور، قبل هذا التاريخ، بأنه «استبدادي مطلق الصلاحيات». وكان لقب القيصر الرسمي هو «إمبراطور كل الروس»، لكن أعيد تشكيله في القوانين الأساسية التي صدرت في الفترة الممتدة بين بيان أكتوبر وافتتاح أول جلسة لمجلس الدوما بتاريخ 27 أبريل سنة 1906، فبقيت صياغة اللقب ومبدأ الحكم، أي «قيصر أوتوقراطي»، على حالها إلا أن عبارة «مطلق الصلاحيات» أُزيلت. وعلى الرغم من أن نظام الحكم في روسيا أصبح شبه دستوري وبرلماني في أواخر العقد الثاني من القرن العشرين، إلا أن الواقع أظهر بأن «الصلاحيات المطلقة» قد عوضها «الاستبداد المحدود»، سواء بشكل دائم، أو محدود جدا، أو أنه كان للقيصر سلطة تقديرية يقرر بموجبها متى يلجأ لسلتطه الاستبدادية ومتى لا يفعل، وفي جميع الأحوال فإن هذه المسألة بقيت موضع جدل ساخن بين الأطراف المتنازعة في الدولة في تلك الأيام. يُعرّف البعض النظام الحاكم الذي كان سائداً في الإمبراطورية الروسية على أنه «ملكية محدودة خاضع لإمبراطور أوتوقراطي».

### الإمبراطور
غيّر بطرس الأكبر لقبه من "قيصر[ ؟ ]" إلى «إمبراطور كل الروس» سنة 1721. وعلى الرغم أن جميع الحكّام اللاحقين أبقوا على هذا اللقب، إلا أن حاكم روسيا بقي يُعرف باسم «القيصر» في جميع أنحاء العالم حتى سقوط الإمبراطورية خلال ثورة فبراير سنة 1917.

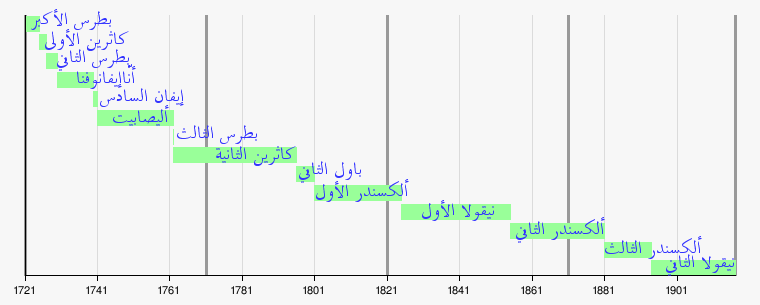
أباطرة الإمبراطورية الروسية منذ إعلان بطرس الأكبر قيام الإمبراطورية، حتى إعدام آخرهم وهو نيقولا الثاني بعد قيام الثورة البلشفية سنة 1917.

كانت سلطة الإمبراطور الروسي، قبل إعلان بيان أكتوبر، لا يحدها إلا شيء واحد: انتمائه وزوجته إلى الكنيسة الأرثوذكسية الروسية والانصياع لقوانين الخلافة، التي أنشأها القيصر بولس الأول سنة 1797. لكن هذا الوضع تغيّر بتاريخ 17 أكتوبر من سنة 1905، إذ قام الإمبراطور طوعًا بالحد من سلطته التشريعية، حيث أعلن أن أي مشروع قانون لن يصبح قانونًا نافذاً دون موافقة مجلس الدوما الإمبراطوري. وبهذا فإن الموانع الأخلاقية لم تعد الموانع الوحيدة التي تحد من سلطة الإمبراطور، بل أضيفت إليها موانع قانونية، برزت بشكل أكبر مع صدور القانون العضوي بتاريخ 28 أبريل سنة 1906.

### مجلس الإمبراطورية

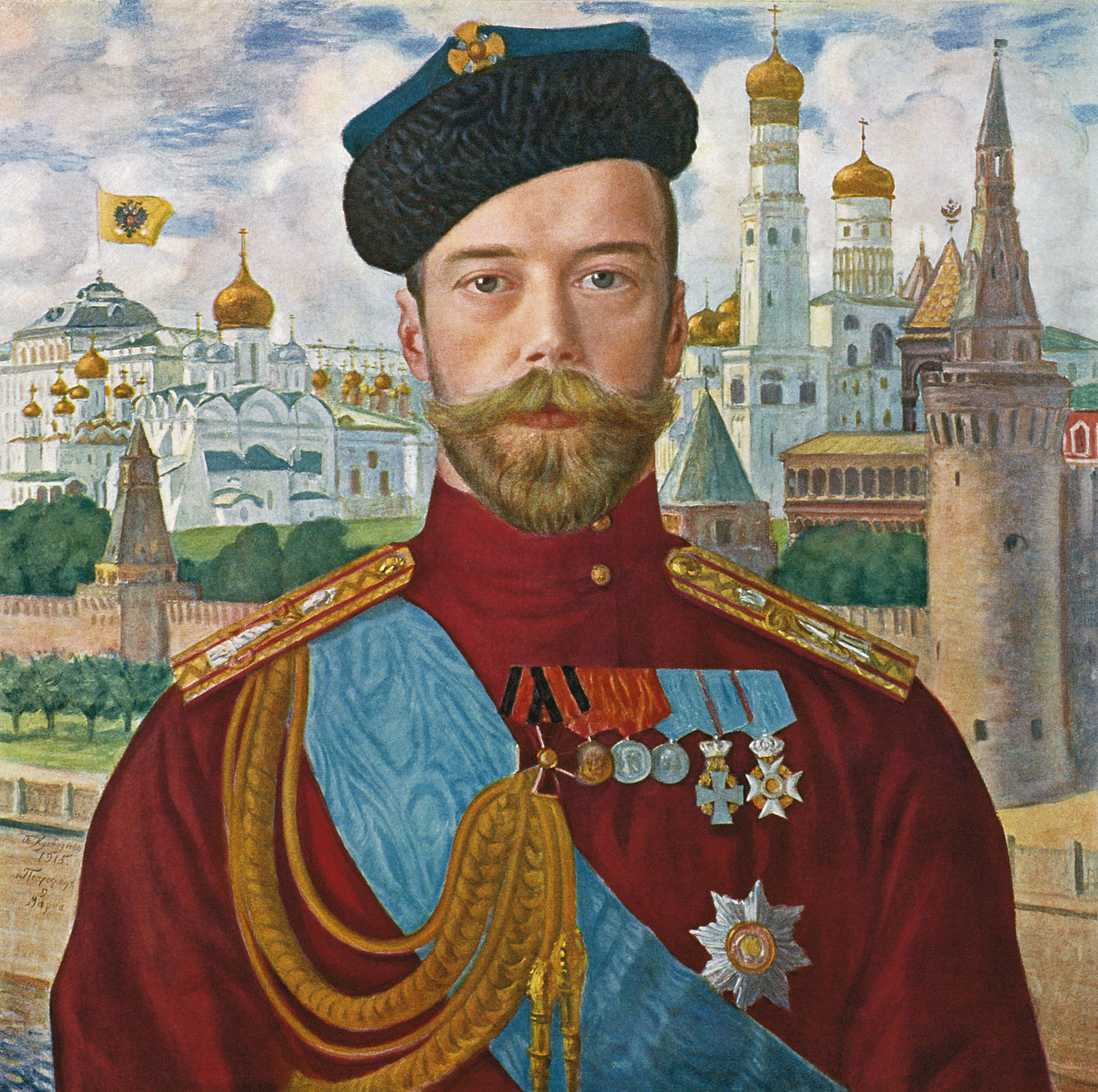
نيقولا الثاني، آخر قيصر روسي.

بعد صدور قانون 20 فبراير لسنة 1906، اندمج مجلس الإمبراطورية بمجلس الدوما، فأصبح يُعرف بالمجلس الأعلى في البرلمان، أي بمثابة مجلس شيوخ، ومنذ ذلك التاريخ اقتُسمت السلطة التشريعية في البلاد بين المجلسين والإمبراطور، فلم يعد بإمكان الأخير إصدار أي قرار إلا بعد اسشارتهما.
كان مجلس الإمبراطورية يتألف من 196 عضواً، 98 منهم يختارهم الإمبراطور بنفسه، في حين كان الثماني والتسعين الباقين يصلون إلى مراكزهم عن طريق الانتخاب. بينما كان الوزراء، المعينين من قبل الإمبراطور أيضًا، أعضاءً بحكم مناصبهم. كان يتم انتقاء الأعضاء المنتخبين في مجلس الإمبراطورية الروسية على النحو التالي: 3 من «رجال الدين السود» (الرهبان)، 3 من «رجال الدين البيض» (العلمانيين)، 18 من طبقة النبلاء، 6 من أكاديمية العلوم والجامعات، 6 من غرف التجارة، 6 من المجالس الصناعية، 34 من الأقاليم ذات حكومات الزيمتوف المحلية، 16 من الأقاليم التي لا تتمتع بحكومات الزيمتوف و6 من بولندا. كانت سلطات مجلس الإمبراطورية يتم تنسيقها مع سلطات مجلس الدوما، بوصفهما هيئة تشريعية موحدة، لكن في الواقع العملي، فإن هذا المجلس نادراً ما كان يسن تشريعات.

### مجلس الدوما والنظام الانتخابي

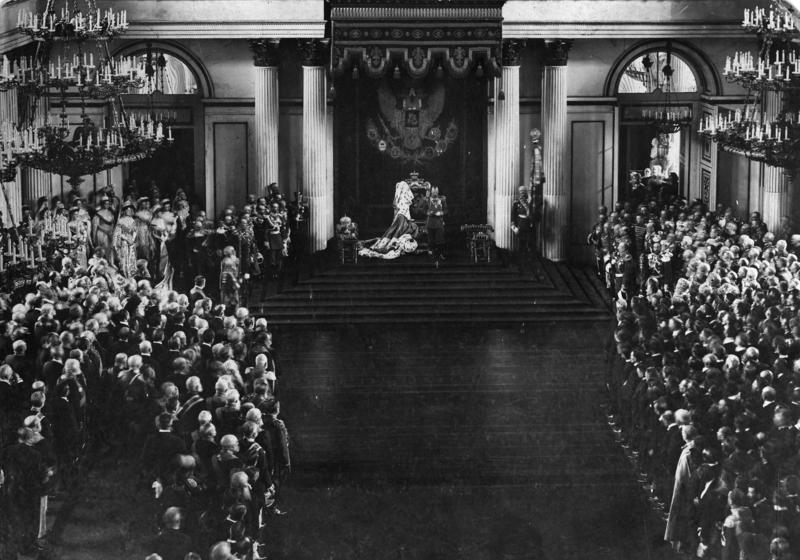
الخطاب الافتتاحي للقيصر نيقولا الثاني أمام مجلس الدوما.

شكّل مجلس الدوما في الإمبراطورية أو الدوما الإمبراطوري (الروسية: Государственная Дума русский империи؛ نقحرة: گاسودارستفينايا دوما) مجلس النواب في البرلمان الروسي، وتألف، منذ تاريخ 2 يونيو سنة 1907، من 442 عضواً، تم انتخابهم في عملية معقدة للغاية. كانت عضوية المجلس يتم التلاعب بها لضمان كون الأغلبية الساحقة من الأعضاء تنتمي إلى طبقة الأثرياء، وأيضًا ليُشكل ممثلو الشعب الروسي أكثريةً نيابية على حساب الدول الخاضعة للإمبراطورية. كان لكل مقاطعة من مقاطعات الإمبراطورية، باستثناء آسيا الوسطى، عدد معين من الأعضاء بداخل المجلس؛ يُضاف إلى ذلك أعضاء من المدن الكبرى. كان أعضاء مجلس الدوما يتم اختيارهم عن طريق عدد من الكليات الانتخابية، التي كانت بدورها، تُنتخب عن طريق مجالس تتكون من فئات ثلاث: أصحاب الأراضي، المواطنون، والفلاحون. كان الأغنياء يحضرون الجلسات بأنفسهم، في حين كان الفلاحين يُمثلون من قبل مندوبين. قُسّم سكان المدن إلى فئتين وفقًا للثروة الخاضعة للضريبة، أما مندوبي الفلاحين فقد اختيروا وفقًا للتقسيمات الإقليمية. عومل العمال بطريقة خاصة، حيث قام كل رب عمل صناعي بتعيين خمسين عاملاً أو أكثر، كي يضمن انتخابه كمندوب في المجمع الانتخابي.
وفي الكلية نفسها كان التصويت لانتخاب أعضاء مجلس الدوما يتم عن طريق الاقتراع السري وبأغلبية بسيطة تُجمع خلال يوم واحد. وبسبب كون الغالبية تتألف من العناصر المحافظة، أي أصحاب الأراضي ومندوبوا المناطق الحضرية، فإن فرصة التقدميين في التمثيل كانت ضئيلة. والغريب في هذا الشأن أن عضواً واحداً على الأقل في كل حكومة كان يتم اختياره في كل من الفئات الخمس الممثلة في الكلية. يرجع خلو مجلس الدوما من أي عناصر متطرفة أساسًا إلى الامتياز الخاص الذي تمتعت به سبع مدن كبرى هي سانت بطرسبرغ وموسكو وكييف وأوديسا وريغا، إلى جانب مدن وارسو ووودج البولندية. انتخبت هذه المدن مندوبيها في مجلس الدوما مباشرةً، وعلى الرغم من أن الأصوات انقسمت (على أساس ضريبة الملكية) للسماح للأغنياء بالتقدم على باقي المرشحين، فإن كل مدينة كان لها نفس العدد من المندوبين.

### مجلس الوزراء
أُنشئ مجلس الوزراء (الروسية: Совет министров؛ نقحرة: سوڤيت مينسترَڤ) بموجب قانون 18 أكتوبر لسنة 1905، لمساعدة الإمبراطور في شؤون الإدارة العليا، تحت إشراف رئيس الوزراء، وكانت تلك أول مرة يظهر فيها هذا المنصب الأخير في في روسيا. ويتألف هذا المجلس من جميع وزراء ورؤساء الإدارات الرئيسية، أما الوزارات فكانت على النحو التالي:
- وزارة الحاشية الإمبراطورية
- وزارة الشؤون الخارجية
- وزارة الحرب
- وزارة البحرية
- وزارة المالية
- وزارة التجارة والصناعة (التي أنشئت في سنة 1905)
- وزارة الشؤون الداخلية (بما في ذلك الشرطة، والصحة، والرقابة على الصحافة والتلغراف والبريد والديانات الأجنبية، والإحصاءات)
- وزارة الزراعة
- وزارة الطرق والمواصلات
- وزارة العدل
- وزارة التربية الوطنية

### المجمع المقدس

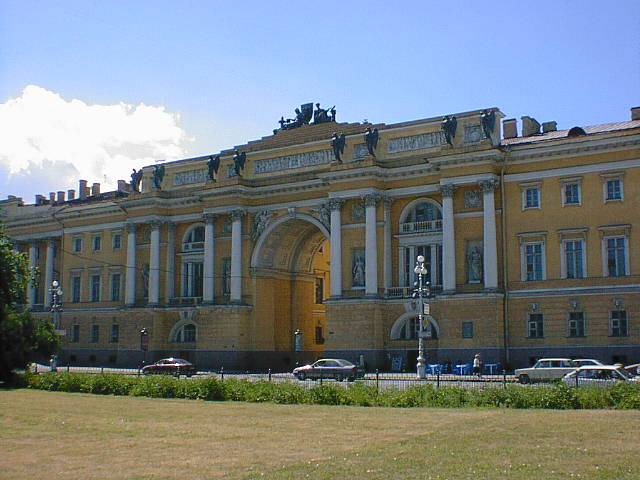
مقر مجلس الشيوخ والمجمع المقدس في ساحة مجلس الشيوخ بمدينة سانت بطرسبرغ.

أًنشئ المجمع المقدس في سنة 1721، وكان هو الجهاز الأعلى للحكومة في الكنيسة الأرثوذكسية في روسيا. كان المدعي العام، الذي يُمثل الإمبراطور، يرأس هذا المجمع، المتألّف من ثلاثة مطارنة من موسكو وسانت بطرسبرغ وكييف، ورئيس أساقفة جورجيا، وعدد من الأساقفة بالتناوب.

### مجلس الشيوخ
أُنشئ مجلس الشيوخ (الروسية: Правительствующий сенат) أساسًا خلال عهد الإصلاحات لحكومة بطرس الأول، وكان يتألف من أعضاء معينين من قبل الإمبراطور، واختصت الإدارات المتعددة الداخلة في تكوينه بتولّي الوظائف المختلفة التي يُعهد بها إليها. وكان هذا المجلس هو نفسه محكمة النقض العليا؛ ولعب إلى جانب ذلك دور مكتب مراجعة الحسابات، ومحكمة العدل العليا المختصة بنظر جميع الجرائم السياسية. كما كان له الاختصاص الأعلى للفصل في جميع المنازعات الناشئة عن العقود الإدارية للإمبراطورية، والمنازعات الناشئة بين الإدارة والأفراد أو بين الإدارات المختلفة نفسها، لا سيما الخلافات بين ممثلين عن السلطة المركزية والهيئات المنتخبة للحكم الذاتي المحلي. كذلك، أصدر هذا المجلس عدد من القوانين جديدة، الأمر الذي أدّى إلى تمتعه بسلطة أقرب إلى سلطة المحكمة العليا للولايات المتحدة من الناحية النظرية، من حيث إمكانيته رفض اتخاذ أية تدابير تتعارض مع القوانين الأساسية للإمبراطورية.

### الإدارة الإقليمية

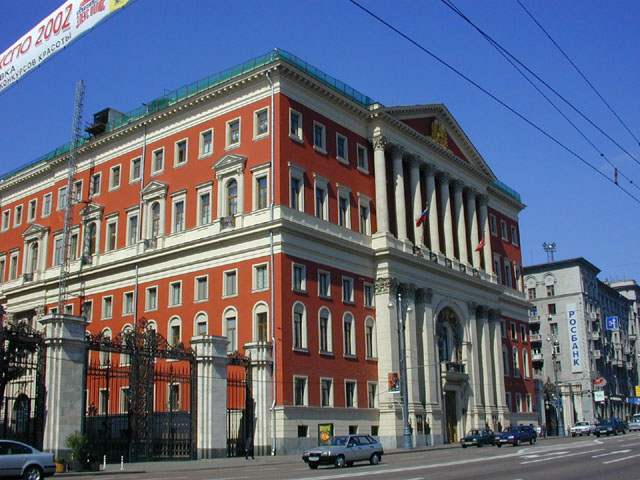
مقر إقامة محافظ موسكو من سنة 1778 حتى سنة 1782.

تنقسم الإمبراطورية الروسية إداريا إلى عدد من المحافظات وصل عددها في سنة 1914 إلى 81 غوبرنيه و20 أوبلاست وأوكروغ واحد. شملت توابع ومحميات الإمبراطورية الروسية إمارة بخارى وخانية خوارزم وإقليم توفا الذي كان يُعرف باسم أوريانخاي، وذلك الأخير بعد سنة 1914. انتمت 11 غوبرنيه و17 أوبلاست وأوكروغ سخالين من هذه المناطق إلى روسيا الآسيوية. وكانت بقية الغوبرنيهات مقسمة إلى ثمانية في فنلندا وعشرة في بولندا. احتوت روسيا الأوروبية بالتالي على تسعة وخمسين غوبرنيهًا وأوكروغ واحدا. كان أوكروغ الدون يخضع لولاية وزارة الحرب المباشرة، أما الغوبرنيهات الباقية فكان يحكمها حاكم ونائبه، وهذا الأخير يترأس المجلس الإداري. وبالإضافة إلى ذلك كان هناك «حكام عامون»، يحكمون العديد من الغوبرنيهات عادةً، ويتمتعون بسلطة أكثر اتساعًا من سلطة غيرهم من الحكام، حيث كان من ضمن صلاحياتهم قيادة القوات العسكرية ضمن حدود ولايتهم. وبحلول عام 1906 كان هناك حاكم عام في فنلندا ووارسو وفيلنيوس وكييف وموسكو وريغا. أما مدن سانت بطرسبرغ وموسكو وأوديسا وسيفاستوبول وكيرتش وميكولايف وروستوف-نا-دونو، أي تلك المدن الكبرى للإمبراطورية، فكان لها نظام إداري خاص بكل منها، لعب فيه قائد الشرطة دور الحاكم.
| التقسيم السياسي للإمبراطورية الروسية |                   |                |                |
|                                      |                   |                |                |
| غوبرنيه                              | عدد السكان (1825) | المساحة (كلم²) | العاصمة        |
| الإمبراطورية الروسية                 | 135,000,000       | 23,850,000     | سانت بطرسبرغ   |
| 1. أرخانجيلغورود                     | 1051000           | 5625           | أرخانجيلسك     |
| 2. أستراخان                          | 2842000           | 71546          | أستراخان       |
| 3. بيلغورود                          | 517000            | 73943          | بيلغورود       |
| 4. قازان                             | 751000            | 57727          | قازان          |
| 5. كييف                              | 4256000           | 73681          | كييف           |
| 6. موسكو                             | 3238000           | 247487         | موسكو          |
| 7. نيجني نوفغورود                    | 2475000           | 151445         | نيجني نوفغورود |
| 8. نوفغورود                          | 562000            | 5627           | نوفغورود       |
| 9. بولندا                            | 1489000           | 123367         | وارسو          |
| 10. أورينبورغ                        | 4893000           | 30621          | أورينبورغ      |
| 11. ريفيل                            | 3116000           | 63618          | تالين          |
| 12. ريغا                             | 2334000           | 20856          | ريغا           |
| 13. إنغرمانلاند                      | 6652000           | 78630          | سانت بطرسبرغ   |
| 14. سيبيريا                          | 14161000          | 22333          | إيركوتسك       |
| 15. سمولينسك                         | 3988000           | 58667          | سمولينسك       |
| 16. فورونيز                          | 1605000           | 4892           | تامبوف         |
| 17. فيبرغ                            | 943000            | 27862          | هلسنكي         |
| 18. بيراسابيا                        | 4164000           | 64203          | كيشيناو        |
| 19. باكو                             | 3522000           | 93343          | باكو           |
| 20. الشرق الأقصى                     | 5391000           | 34251          | فلاديفوستوك    |

## النظام القضائي
تأسس النظام القضائي في الإمبراطورية الروسية في منتصف القرن التاسع عشر، عندما قام القيصر ألكسندر الثاني بإصلاح شامل للقضاء في بلاده. وقد استند هذا النظام بشكل جزئي على كل من النطام القضائي الإنگليزي والنظام القضائي الفرنسي، وبُني على بعض المبادئ الأساسية، وهي: الفصل بين السلطة القضائية والسلطة الإدارية، استقلال القضاة والمحاكم، علانية المحاكمات وشفهية الإجراءات، والمساواة بين جميع أبناء الطبقات الاجتماعية المختلفة أمام القانون. وعلاوة على ذلك، تم إدخال عنصر الديمقراطية من خلال اعتماد نظام هيئة المحلفين، ونظام انتخاب القضاة. شكّل إنشاء نظام قضائي مبني على هذه المبادئ تحولاً جذريًا في النظرة إلى الدولة الروسية، حيث أنها لم تعد تُعتبر مستبدة، بعد أن حصرت وظيفة الفصل في المنازعات بالمحاكم غير الخاضعة للسلطة التنفيذية. وقد جعل هذا الأمر من النظام القضائي منيعًا في مواجهة البيروقراطية بمعناها السيئ، إلا أنه خلال السنوات الأخيرة من عهد ألكسندر الثاني وخلال عهد ألكسندر الثالث، جرت عدّة محاولات لإعادة سلب الاختصاصات التي مُنحت للقضاء، وإعادتها للقيصر، بشكل تدريجي. وقد قام مجلس الدوما الثالث، بعد انتهاء ثورة الشعب سنة 1905، بإعادة ما سلبه القيصر من اختصاصات إلى المحاكم الوطنية مرة أخرى.
كان النظام القضائي الذي أنشئ بموجب قانون سنة 1864 مميزاً عن غيره، حيث أنه نص على إنشاء محكمتين منفصلتين كليًا من محاكم الدرجة الأولى، لكل منها محكمته الاستئنافية الخاصة، والتي لا تتواجه إلا في مجلس الشيوخ، بصفته محكمة النقض العليا[ ؟ ]. أُنشأت أولى هذه المحاكم بالاستناد إلى النظام الإنگليزي، وقد عُرفت باسم «محاكم الصلح»، وكانت ولايتها القضائية تشمل الأمور والمنازعات البسيطة، سواء كانت مدنية أو جنائية، أما المحكمة الثانية، فقد أنشأت استناداً إلى النظام الفرنسي، وكانت تتألف من القضاة المنتخبين، الذين ينظرون في القضايا والمنازعات الهامة، سواء بحضور أو دون حضور هيئة محلفين.

## الإدارة المحلية
كان هناك ثلاث فئات من الهيئات المحلية المنتخبة، إلى جانب الهيئات المحلية الحكومية المركزية في روسيا، أنيط بها ممارسة بعض الوظائف الإدارية، وهذه الهيئات هي:
- الجمعيات الفلاحية في المير؛
- مجالس الزيمتوف الواقعة في 34 محافظة؛
- دوما البلديات.

### دوما البلديات
بعد حلول عام 1870، أنشأت بلديات الجزء الأوروبي من روسيا غرف إدراية مشابهة لتك الخاصة بالزيمتوف لتُيسر على نفسها القيام بالتزامتها التي فرضها عليها القانون. وكان جميع ملاك المنازل، ودافعي الضرائب والتجار والحرفيين والعمال يتم إدراجهم على قوائم وفق ترتيب تنازلي بالنظر إلى مقدار ثرواتهم. وبعد هذه الجردة كان يتم تقسيم القوائم إلى ثلاثة أجزاء متساوية، تمثل كل منها ثلاث مجموعات من الناخبين غير متكافئين في العدد، ينتخب كل منه عدداً مساويًا من المندوبين في مجلس دوما البلدية. كانت السلطة التنفيذية محصورة في يد رئيس البلدية وأوبرافا منتخب، والأخير عبارة عن عدد من الأفراد ينتخبهم مجلس الدوما. وفي عهد ألكسندر الثالث، صدرت عدّة قوانين في الفترة الممتدة بين سنتيّ 1892 و1894، قُيدت بموجبها صلاحيات دوما البلدية، عن طريق إخضاعها لحكام الغوبرنيهات بنفس الطريقة التي كان يخضع لهم فيها الزيمتوف. افتتح عدد من المؤسسات البلدية في عام 1894 في عدة مدن في سيبيريا، على الرغم من أن صلاحيات هذه المؤسسات كانت لا تزال مقيدة. وفي سنة 1895 افتتح المزيد منها في بعض المدن بالقوقاز.

### مقاطعات البلطيق
دُمجت محافظات كورلندا وليفونيا واستونيا البلطيقية التي كانت خاضعة للسيادة السويدية في جسم الإمبراطورية الروسية بعد هزيمة السويد في الحرب الشمالية العظمى. واحتفظ النبلاء الألمان البلطيقيون بكثر من صلاحياتهم في تلك الأنحاء بموجب معاهدة نيستاد التي أبرمت في سنة 1721. ومن الصلاحيات التي احتفظ بها هؤلاء النبلاء: الحكم الذاتي، وعدد من الامتيازات في مجال التعليم والشرطة والقضاء المحلي. إلا أن الحكومة الروسية قامت في الفترة الممتدة بين عاميّ 1888 و1889 بإصدار عدد من القوانين ألغت بموجبها الامتيازات التي تمتع بها الألمان البطالقة، طيلة 167 سنة، وأخضعت جهاز الشرطة والقضاء المحلي إلى الحكومة المركزية. وفي هذه الفترة أيضًا، شرعت الحكومة بعملية إضفاء الطابع الروسي الصارمة، أو «روسنة» المقاطعات والأقاليم غير الروسية، ثقافةً وحضارةً، فبدأت بتنفيذها أولاً في المحافظات سالفة الذكر، في جميع الإدارات والمدارس الثانوية، وفي جامعة مدينة دوربت التي غيّرت اسمها إلى «يورييف». أدخلت لجان المقاطعة في عام 1893 لإدارة شؤون الفلاحين المماثلة لتلك في المناطق الروسية البحتة، في هذا الجزء من الإمبراطورية.

### كبرى مدن الإمبراطورية الروسية
| أكبر مدن الإمبراطورية الروسية وفقًا لتعداد سنة 1897 (بالآلاف): 1. سانت بطرسبرغ - 1265 2. موسكو - 1039 3. وارسو - 626 4. أوديسا - 404 5. وودج - 314 6. ريغا - 282 7. كييف - 248 8. خاركوف - 174 9. تبليسي (تبيليسي) - 160 10. طشقند - 156 11. فيلنيوس (فيلنا) - 155 12. ساراتوف - 137 13. قازان - 130 14. روستوف-نا-دونو - 120 15. تولا[ ؟ ] - 115 16. أستراخان - 113 17. دنبروبتروفسك - 113 18. باكو - 112 19. كيشيناو - 109 20. هلسنكي - 93 21. أورنبرغ - 72 | المدن الرئيسية وفقًا لتقييم سنة 1914 (بالآلاف): 1. سانت بطرسبرغ - 2119 2. موسكو - 1763 3. وارسو - 864 4. ريغا - 558 5. كييف - 520 6. أوديسا - 500 7. وودج - 378 8. تبليسي (تبيليسي) - 307 9. خاركوف - 245 10. ساراتوف - 236 11. باكو - 232 12. دنبروبتروفسك - 211 13. فيلنيوس (فيلنا) - 204 14. قازان - 194 15. روستوف-نا-دونو - 172 16. أستراخان - 152 17. إيفانوفو - 146 18. سمارا[ ؟ ] - 144 19. تولا[ ؟ ] - 140 20. أومسك - 135 21. داوغالفس - 113 |

## العلاقات الخارجية
عززت روسيا مكانتها السياسية في أوروبا عن طريق علاقاتها الدبلوماسية لاسيما مع فرنسا، إذ أدى توحد ألمانيا والنمو الصناعي الكبير الذي حققته إلى قيام حلف عسكري بين روسيا وفرنسا وُقّع عام 1891، وتضمن الحلف بنوداً تنص على المساعدة المتبادلة في حالة قيام الإمبراطورية الألمانية أو الإمبراطورية النمساوية المجرية بالهجوم على روسيا أو فرنسا، وأصبح جسر ألكسندر الثالث المقام على نهر السين في فرنسا الذي بناه نيقولا الثاني سنة 1896 و«جسر ترويتسكي» على نهر نيفا في سانت بطرسبرغ الذي صممه الفرنسيون واللذان أُكمل بنائهما في نفس الوقت، رمزاً للصداقة الروسية الفرنسية والتقارب السياسي والثقافي بين البلدين.

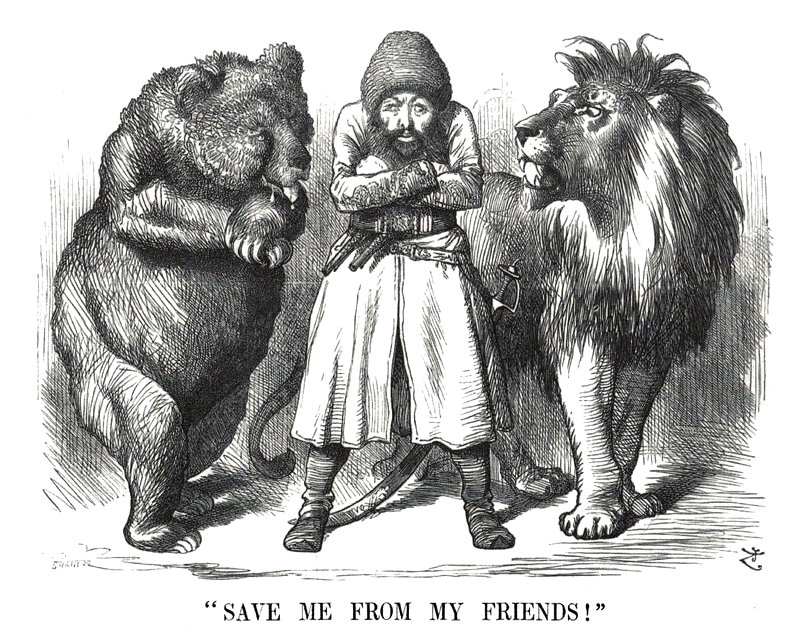
روسيا ممثلة بدب وبريطانيا ممثلة بأسد تحاول الانقضاض على أفغاني في اللعبة الكبرى.

بالمقابل كانت العلاقات الروسية البريطانية تشهد توتراً ملحوظًا، إذ أدى التنافس بين البلدين على آسيا الوسطى، فيما أطلق عليه «اللعبة الكبرى»، في أواخر القرن التاسع عشر، إلى إعلان كلا البلدين الحرب على بعضهما في سنة 1885، وتكمن أسباب هذا النزاع في أن روسيا طمحت في الوصول إلى المياه الدافئة في المحيط الهندي بينما أرادت بريطانيا منع القوات الروسية من أخذ موقع متقدم لمحاولة الهجوم على الهند. وفي أكتوبر من عام 1905، هاجم أسطول «مستنكلي» الروسي قوارب صيد بريطانية، فبدأت المملكة المتحدة تعد العدة للحرب، وقد شمل هذا استعداد عدد من الغواصات الملكية للهجوم على الاسطول الروسي.
لكن البلدان عادا وتقاربا، بمساعي فرنسية، وأدى ذلك إلى تأسيس كتلة التفاهم الودّي الثلاثي التي ضمّت بريطانيا وفرنسا وروسيا. وعند نشوب الحرب العالمية الأولى سنة 1914، حاربت القوات الفرنسية والروسية جنبًا إلى جنب ضد الإمبراطورية الألمانية والإمبراطورية النمساوية المجرية وحلفائهما.

### بعثات دبلوماسية وسفارات للإمبراطورية الروسية
| الدولة                         | النوع        | المدينة        |
| ------------------------------ | ------------ | -------------- |
| بلاد الحبشة                    | بعثة         | أديس أبابا     |
| الإمبراطورية النمساوية المجرية | سفارة        | فيينا          |
| الولايات المتحدة               | سفارة        | واشنطن العاصمة |
| الأرجنتين                      | بعثة         | بوينس آيرس     |
| بادن (ألمانيا)                 | بعثة         | كارلسروه       |
| بافاريا (ألمانيا)              | بعثة         | ميونخ          |
| بلجيكا                         | بعثة         | بروكسل         |
| بلغاريا                        | بعثة         | صوفيا          |
| الإمبراطورية البرازيلية        | بعثة         | ريو دي جانيرو  |
| براونشفايغ (ألمانيا)           | بعثة         | براونشفايغ     |
| كوستاريكا                      | سفارة        | سان هوزيه      |
| كولومبيا                       | بعثة         | بوغوتا         |
| خراسان                         | وكالة سياسية | بخارى          |
| الإمبراطورية البريطانية        | سفارة        | لندن           |
| فورتمبيرغ (ألمانيا)            | بعثة         | شتوتغارت       |
| همبورغ، لوبيك، ولاية بريمن     | بعثة         | همبورغ         |
| بروسيا (ألمانيا)               | سفارة        | برلين          |
| هسن (ألمانيا)                  | بعثة         | دارمشتات       |
| اليونان                        | بعثة         | أثينا          |
| الدنمارك                       | بعثة         | كوبنهاغن       |
| مصر                            | بعثة         | القاهرة        |
| الإمبراطورية الإسبانية         | سفارة        | مدريد          |
| مملكة إيطاليا                  | سفارة        | روما           |
| الصين                          | بعثة         | بكين           |

| الدولة                        | النوع | المدينة         |
| ----------------------------- | ----- | --------------- |
| اللوكسمبورغ                   | بعثة  | مدينة لوكسمبورغ |
| المغرب                        | بعثة  | طنجة            |
| ميكلينبورغ-شفيرين (ألمانيا)   | بعثة  | شفيرين          |
| المكسيك                       | بعثة  | مدينة مكسيكو    |
| هولندا                        | بعثة  | لاهاي           |
| النرويج (تحت حكم السويد)      | بعثة  | كريستينا        |
| أولدنبورغ (ألمانيا)           | بعثة  | أولدنبورغ       |
| باراغواي                      | بعثة  | أسونسيون        |
| بلاد فارس                     | بعثة  | طهران           |
| الإمبراطورية البرتغالية       | بعثة  | لشبونة          |
| مملكة رومانيا                 | بعثة  | بوخارست         |
| ساكسونيا (ألمانيا)            | بعثة  | دريسدن          |
| ساكسونيا[ ؟ ] أولتنبرغ        | بعثة  | فايمار          |
| ساكسونيا كوبرغ غوتا (ألمانيا) | بعثة  | غوتا            |
| الفاتيكان                     | بعثة  | الكرسي الرسولي  |
| مملكة صربيا                   | بعثة  | بلغراد          |
| سيام                          | بعثة  | بانكوك          |
| الدولة العثمانية              | سفارة | إسطنبول         |
| الأوروغواي                    | بعثة  | مونتيفيديو      |
| فرنسا                         | سفارة | باريس           |
| الجبل الأسود                  | بعثة  | ستنيي           |
| تشيلي                         | بعثة  | سانتياجو[ ؟ ]   |
| سويسرا                        | بعثة  | بيرن[ ؟ ]       |
| السويد                        | بعثة  | ستوكهولم        |
| إمبراطورية اليابان            | سفارة | إيدو            |

## الشؤون العسكرية

### الجيش الإمبراطوري الروسي

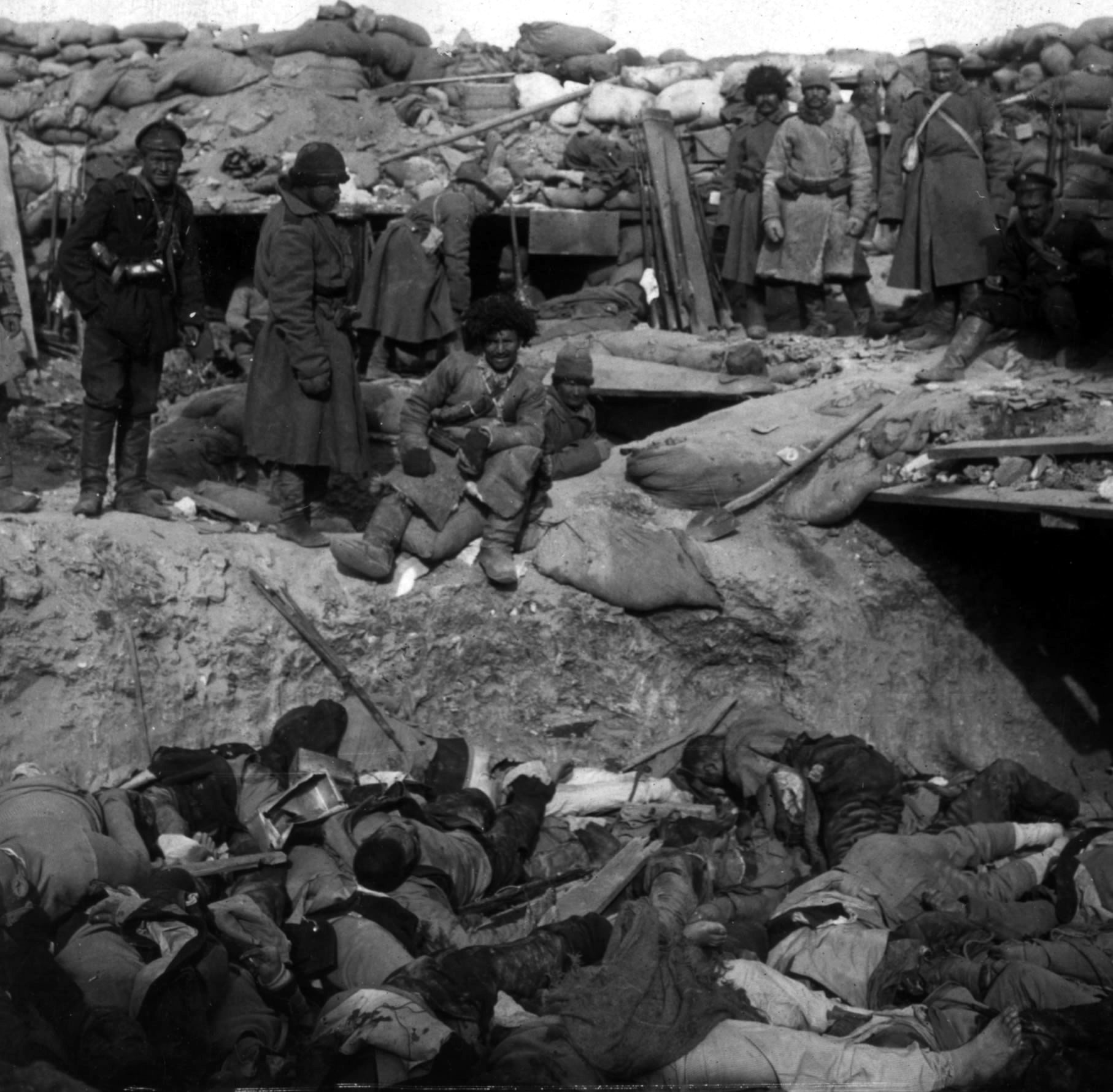
جنود روس يقفون فوق خندق مليء بالقتلى اليابانيين في مرفأ أرثر، سنة 1905.

شكّل الجيش الإمبراطوري الروسي فرع القوات العسكرية البريّة في الإمبراطورية الروسية قبل عام 1917 وحتى قيام ثورة أكتوبر. كان هذا الجيش من بين جيوش أخرى تغلبت على نابليون بونابرت في الفترة الممتدة بين عاميّ 1812 و1814، وقاد العديد من الحروب ضد العثمانيين من سنة 1676 حتى سنة 1917. وكان أباطرة (أو قيصر[ ؟ ] في أوقات مختلفة) هم من يقبع على رأس هرم هذه القوات العسكرية. وبفضل التفوق التكتيكي والعددي لهذا الجيش، كانت الإمبراطورية الروسية واحدة من أكبر القوى العسكرية في العالم على مدى مئات السنين. اندثرت تسمية «الجيش الإمبراطوري الروسي» في سنة 1917، عندما تم تحويله إلى الجيش الأحمر، القوة العسكرية للاتحاد السوفياتي.

### البحرية الإمبراطورية الروسية
تشير البحرية الإمبراطورية الروسية إلى مجموع الأساطيل التي تحاربت باسم قيصر[ ؟ ] والأباطرة الروس في عهد الإمبراطورية الروسية والتي منذ سنة 1696 أصبحت نظامية في عهد بطرس الأكبر وتكّون عتادها من سفينتين حربيتين وأربع سفن نارية و23 غليونًا و1300 زورق. كانت أول مشاركة فعلية لهذه المراكب في الحرب الشمالية العظمى، كما شاركت أيضا في الحرب الروسية العثمانية. وبعد ذلك نمت سفن البحرية الروسية لتُشكل ثالث أكبر أسطول[ ؟ ] عالمي بعد بريطانيا العظمى وفرنسا في القرن التاسع عشر. شهدت البحرية إخفاقًا وفشلاً ذريعًا في الحرب الروسية اليابانية (1904-1905) وتم إعادة تشكيلها في سنة 1909، وكانت أهم المتحاربين ضد ألمانيا في بحر البلطيق وضد الدولة العثمانية في البحر الأسود خلال الحرب العالمية الأولى.

### القوات الجوية الإمبراطورية الروسية
إن بدايات الطيران الروسي تعود إلى مشاريع نظرية في الثمانينيات من القرن الثامن عشر نفذها العالمان «نيقولا كيبالشيش» و«ألكسندر مزهايسكي». في سنة 1904 أسس نيقولا جوكوفسكي أول معهد لديناميكا الهواء في العالم، وكان يقع في «كاشينو» بجانب موسكو. في سنة 1910 اشترى الجيش الإمبراطوري الروسي عدداً من الطائرات الفرنسية وبدأ يُدرّب عدداً من الطيارين العسكريين. ارتبط تاريخ الطيران الحربي في الإمبراطورية الروسية باسم إيغور سيكورسكي. في عام 1913 بنى إيغور أول طائرة ذات سطحين بأربع محركات وهي «روسكي فيتياز» كما بنى طائرته القاذفة الشهيرة «إيليا موروميت». في نفس العام بنى «ديميتري غريغوروفيتش» عدداً من «السفن الطائرة» للبحرية الإمبراطورية الروسية. في عام 1914 قام الطيارون الروس باجراء أول رحلة في التاريخ فوق القطب الشمالي بحثاً عن «جورجي سيدوف»، أحد المستكشفين المفقودين.
في بداية الحرب العالمية الأولى كان لروسيا ثاني أكبر قوة جوية في العالم، بعد فرنسا، على الرغم من أن كثيراً من الطائرات الروسية كانت طائرات فرنسية مستعملة. في بداية الحرب استخدم الروس الطيران في مهام الاستطلاع وتنسيق نيران المدفعية فقط، ولكن في شهر ديسمبر من سنة 1914 تم تشكيل سرب من طائرات إيليا موروميت وتم استخدامها ضد الجيوش الألمانية والنمساوية-المجرية.
من ضمن الطيارين الروس المشاهير، «بيوتبر نيستيروف»، الذي قام بأول هجوم انتحاري بالطائرات في العالم. أيضًا من أبرز الطيارين «ألكسندر كازاكوف» وهو من أكثر الطيارين نجاحًا، حيث أستطاع إسقاط 32 طائرة معادية. في عام 1915 أصبحت القوات الجوية سلاحًا مستقلاً بذاته بعد أن كانت من ضمن سلاح المهندسين سابقًا. لكن مع استمرار الحرب وسوء الحالة الاقتصادية في روسيا وتواتر سلسلة الانهزامات على الجبهة الشرقية، هبط معدل إنتاج الطائرات في البلاد بشدة. فبين عامي 1914 و1917 أنتجت روسيا 5000 طائرة مقابل 45,000 طائرة لعدوتها اللدود ألمانيا. وفي عام 1916 قام سيكورسكي ببناء طائرة ذات سطحين وبأربع محركات اسمها «ألكسندر نيفسكي» ولكن لم يتم إنتاجها فعليًا بسبب الأحداث التي سبقت ولحقت الثورة الروسية ثم هجرة سيكورسكي إلى الولايات المتحدة عام 1919. بعد قيام الثورة في روسيا وتشكيل الاتحاد السوفييتي تحولت القوات الجوية الروسية إلى «القوات الجوية السوفيتية».

### الحرس الإمبراطوري الروسي
الحرس الإمبراطوري الروسي، والمعروف باسم «حرس ليب»، ضم وحدات عسكرية تُشكل الحرس الشخصي لإمبراطور روسيا. أسس بطرس الأكبر وحدات من هذا القبيل بعدما أنشأتها بروسيا في تسعينيات القرن السابع عشر، لتحل محل قوات ستريليتسي ذات الدوافع السياسية.

## الدين
| الديانات الرئيسية             |                      |
| الديانة                       | عدد المعتنقين (1897) |
| الكنيسة الروسية الأرثوذكسية   | 87.123.604           |
| الإسلام                       | 13.906.972           |
| الكنيسة الرومانية الكاثوليكية | 11.467.994           |
| اليهودية                      | 5.215.805            |
| اللوثرية                      | 3.572.653            |
| المؤمنين القدامى              | 2.204.596            |
| كنيسة الأرمن الأرثوذكس        | 1.179.241            |
| البوذية                       | 433.863              |
| أديان أخرى غير مسيحية         | 285.321              |
| الكالفينية                    | 85.400               |
| تجديدية العماد                | 66.564               |
| كنيسة الأرمن الكاثوليك        | 38.840               |
| الكنيسة المعمدانية            | 38.139               |
| اليهودية القرائيّة             | 12.894               |
| الأنجليكانية                  | 4.183                |
| طوائف مسيحية أخرى             | 3.952                |

كانت المسيحية الأرثوذكسية الروسية هي دين الدولة الرسمي في الإمبراطورية الروسية، وقد اعتنقها أغلبية سكان الإمبراطورية. وكان رئيس الكنسية الأرثوذكسية الروسية هو القيصر، الذي يحمل لقب المدافع الأعلى للكنيسة، وعلى الرغم من أنه كا قد ألغى جميع التعيينات، إلا أنه لم يكن له حق البت في مسائل العقيدة أو تعاليم الكنيسة.
انحصرت السلطة الكنسية الرئيسية في يد المجمع المقدس، ورئيسه المدعي العام، الذي كان في ذات الوقت أحد أعضاء مجلس الوزراء، ويُمارس صلاحيات واسعة جداً في المسائل الكنسية. أطلقت الإمبراطورية حرية المعتقد الديني، حيث كان كل الأشخاص مهما كان دينهم، يُمارسون شاعائرهم بحريّة، ما عدا اليهود، الذين وُضعت عليهم بعض القيود.
وفقًا لإفادات نُشرت في عام 1905، المستندة إلى تعداد الإمبراطورية الروسية عام 1897، فإن أتباع مختلف الطوائف الدينية في جميع الإمبراطورية الروسية معدودون على النحو التالي: اعتنق السواد الأعظم من سكان الإمبراطورية المسيحية دينًا، وانتمى أغلب المؤمنين بهذا الدين إلى المذهب الأرثوذكسي الروسي، وذلك بفعل التثاقف والتفاعل طويل الأمد الذي جرى بين الروس والشعوب الأخرى الخاضعة للإمبراطورية منذ عهد بطرس الأكبر حتى قيام الثورة البلشفية. وانتشرت اللوثرية الأنجليكانية بين سكان القسم الغربي من الإمبراطورية، أي سكان دول البلطيق، كذلك انتشر بينهم المذهب الروماني الكاثوليكي بما أنه كان المذهب السائد قبل نشوء البروتستانتية. وكان الإسلام ثاني أكثر الديانات انتشاراً بعد المسيحية، حيث اعتنقه الآذر في القوقاز وسكان آسيا الوسطى المنتمين للعرق التركي-المغولي، وكذلك سكان شبه جزيرة القرم من التتار. أما اليهود فكانوا مبعثرين في مختلف المدن الكبرى في الإمبراطورية، وبشكل خاص في بولندا.
كان رؤساء الكنسية الأرثوذكسية الروسية الوطنية يتألفون من ثلاث أساقفة مدن، هي مدن سانت بطرسبرغ وموسكو وكييف، وأربعة عشر رئيس أساقفة وخمسين أسقفًا عاديًا، وكلهم قادمون من صفوف رجال الدين الرهبان العزاب. كان لا بد لرجال الدين البابويين الزواج عند تعيينهم، ولكن كان إذا ترملوا لا يُسمح لهم بالزواج مرة أخرى، وهذه القاعدة لا تزال تطبق حاليًا.

## المجتمع
تم تقسيم مواطني الإمبراطورية الروسية بحسب الطبقات الاجتماعية، أو الفئات، التي ينتمون إليها، مثل طبقة النبلاء ورجال الدين والتجار والقوزاق والفلاحين. وقد تمّ وضع السكان الأصليين من منطقة القوقاز، وغيرهم من عرقيات المناطق الروسية مثل تتارستان وباشقيرستان وسيبيريا وآسيا الوسطى رسميًا في فئة تسمى «إينورودتسي»، التي تعني حرفيًا: «أناس من أصل آخر»، ويُقصد بها «غير السلافيين».
كانت طبقة الفلاحين تُشكل أكبر طبقات مجتمع الإمبراطورية الروسية، حيث انتمى 81.6% من السكان إلى تلك الطبقة، أما الباقين فتوزعوا على الشكل التالي: 1.3% من طبقة النبلاء، 0.9% من طبقة رجال الدين، 9.3% من طبقة التجار، و6.1% من طبقة العسكريين. ويُظهر هذا التصنيف أن أكثر من 88 مليون روسي كانوا من الفلاحين، وتظهر الوثائق والمعلومات التاريخية أن جزءاً كبيراً منهم كان ينتمي إلى طبقة الأقنان، فقد ذُكر في إحصاء من سنة 1858 أن أكثر من 10447149 فلاّح كانوا عبارة عن أقنان، يُباعون ويُشترون مع الأراضي التي يعملون فيها، أما ما تبقى فهم «فلاحو الدولة»، وقد بلغ عددهم 9,194,891 شخص في عام 1858، دون احتساب أولئك القاطنين منطقة أرخانجيلسك أوبلاست، يليهم «فلاحو المجال» الذين وصل عددهم إلى 842,740 فلاّح في العام نفسه.
تم إحصاء السكان وفقًا للغتهم في سنة 1897، وقُدّرت الجمهرة الإجمالية بحوالي 122٬666٬000 نسمة
| العرقيات الرئيسية |       |
| المجموعة العرقية  | %     |
| روس               | 44,32 |
| أوكرانيون         | 17,81 |
| بولنديون          | 6,71  |
| أتراك             | 10,82 |
| يهود              | 4,03  |
| فلنديون           | 2,78  |
| لتوانيون ولاتفيون | 2,46  |
| ألمان             | 1,46  |
| سكان جبال القوقاز | 1,34  |
| جورجيون           | 1,07  |
| أرمن              | 0,93  |
| شعوب إيرانية      | 0,62  |
| مغول              | 0,28  |
| آخرون             | 0,73  |

### القنانة
ظهرت القنانة في روسيا خلال القرن السادس عشر، وكرّسها القانون في عام 1649 ثم ألغيت في عام 1861، كإحدى خطى الإصلاحات الشاملة التي قام بها القيصر ألكسندر الثالث. أدّت هذه الإصلاحات إلى تحرير الأقنان من ظروف معيشية كانت، أقل ما يُقال، أنها رهيبة، حتى عند عملهم تحت إمرة أفضل ملاّك الأراضي وأحسنهم تعاملاً، ومن هذه الناحية، يمكن القول بأنه كان للإصلاحات أثر إيجابي بحق.
حصل عبيد المنازل على حريتهم، بموجب الإصلاحات، دون أي تعويض ماديّ، في حين حصل الأقنان على بيوتهم وبساتينهم، ومخصصاتهم من الأراضي الصالحة للزراعة، إلى جانب حريتهم. كانت هذه المخصصات تُعطى للمجالس البلدية المحلية، المعروفة باسم «المير»، التي كانت مسؤولة عن دفع ضرائب المخصصات. وقد اضطر الفلاحون لدفع إيجار ثابت لقاء هذه المخصصات، يتمثل بالمجهود الجسدي، أي العمل حتى يتم سداد كافة ما يدينون به لأسيادهم السابقين. وفي فترة لاحقة قام العرش بمساعدة الفلاحين على دفع قيمة هذه المخصصات، وبالتالي مساعدتهم على إبراء ذمتهم من جميع الالتزامات تجاه الملاك، وتجسدت هذه المساعدة بقيام العرش بدفع مبلغًا من المال للملاّك يقوم الفلاحون بسداده إلى القيصر، خلال تسعة وأربعين عامًا بفائدة 6%. لم تكن المبالغ المالية المقدمة للملاّك محسوبة على قيمة المخصصات، بل كانت بمثابة تعويض عن فقدانهم الحسنات التي كانوا يحصلون عليها جراء عمل العبيد. وكان من نتيجة تحرير الأقنان أن تقلصت مساحة أراضي العديد من الإقطاعيين التي كان يسكنها فلاحون منذ فترة العبودية ثم آلت إليهم بعد التحرير، وكثيراً ما حرم الملاّك من أراض كانوا في أشد الحاجة إليها لتأمين مورد رزق مستمر، أي المراعي حول منازلهم. وكان الحل الذي فرضته الدولة، إجبار الفلاحين على استئجار الأرض من أسيادهم السابقين.
هذا ويُذكر أن رواية كوخ العم توم مُنعت في روسيا في عهد نيقولا الأول بسبب ما نُشر فيها عن أفكار المساواة، وذلك حتى لا يجد الأقنان تشابهًا بين حياتهم وأحداث الرواية، الأمر الذي قد يدفعهم للتمرد والثورة على أسيادهم.

### الفلاحون

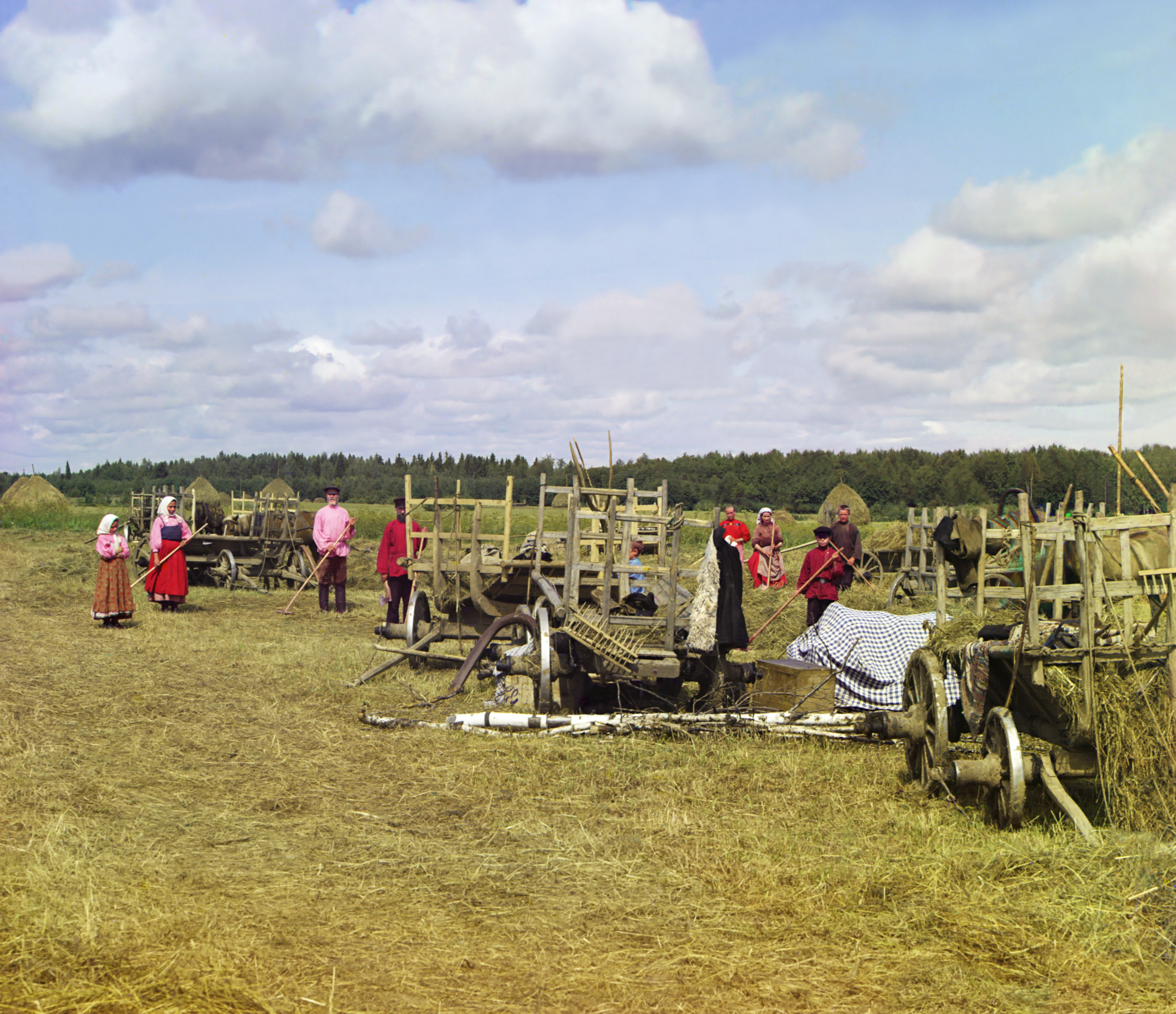
الفلاحين في روسيا، صورة بعدسة سيرغي بروكودين-غورسكي من سنة 1909.

بعد إعلان إصلاح التحرير، تلقى ربع الفلاحين مخصصات من 2.9 فدادين من الأرض فقط (12,000 م²)، لكل رجل على حدى، أي أقل من نصف كمية المخصصات اللازمة لمعيشة أي أسرة، والتي تُقدر بين 28 إلى 42 فدّانًا (170,000 م²). وبالتالي لم يكن أمام الفلاحين أي خيار سوى استئجار مساحات إضافية من الأراضي المملوكة للإقطاعيين، الذين استغلوا حاجة الفلاحين وقاموا بتأجيرهم الأراضي مقابل حصولهم على بدلات إيجار مرتفعة جداً. فاقت القيمة الإجمالية للديون والرهون الرسمية المثقلة لكاهل العقارات المأجورة نسبة تتراوح بين 185 و275% من قيمة الإيجار العادي للمخصصات، ناهيك عن الضرائب التي اضطر الفلاحون المستأجرون لدفعها للدولة كي تقوم بتسليح الجيش وإنشاء الطرق، والضرائب التي كانوا يدفعوها أيضًا للكنيسة والإدارة المحلية، وهلمّ جرا. وكانت الضرائب المتأخرة، التي لم يدفعها الفلاحون عند استحقاقها، ترتفع نسبتها في كل سنة، الأمر الذي أجبر خمس السكان على مغادرة منازلهم؛ بعد أن اضطروا لبيع الكثير من متاعهم، كالمواشي، لتسديد ديونهم المتزايدة. وقد بلغ هذا الوضع حداً كبيراً من السوء، لدرجة أنه كان في كل سنة، يُقدم أكثر من نصف الرجال البالغين، وفي بعض المناطق ثلاثة أرباع الرجال وثلث النساء، على ترك منازلهم والتنقل في طول البلاد وعرضها بحثًا عن عمل. أما في محافظات منطقة الأرض السوداء، الواقعة بغرب روسيا، فكانت حالة الفلاحين أفضل بعض الشيء، فقد حصلوا على العديد من المخصصات المجانية دون مبرر، والتي بلغت في مقدارها حوالي ثمن المخصصات العادية.
بلغ المقدار الوسطي للمخصصات في مدينة خيرسون، الواقعة في جنوب أوكرانيا، 0.90 فدادين (3,600 م²) من الأرض فقط، وكان على الفلاحين الذين حصلوا على أراض تتراوح مساحتها بين 2.9 إلى 5.8 فدادين، دفع ما بين 5 إلى 10 روبلات بوصفها ديونًا للملاّك. وكان وضع الفلاحين العاملين في الأراضي المملوكة ملكية عامة للدولة أفضل من وضع نظرائهم في الأراضي المملوكة ملكية خاصة، لكنهم كانوا على الرغم من ذلك يهجرون هذه الأراضي بشكل جماعي بحثًا عن مورد رزق آخر في مقاطعات ومدن ودول أخرى. أما المناطق الوحيدة التي كان فيها وضع الفلاحين أفضل عما هو عليه في غيرها بصورة ملحوظة، فهي محافظات السهوب. ففي منطقة روسيا الصغيرة، الواقعة ضمن أوكرانيا حاليًا، كانت المخصصات شخصية، أي كان يُخصص لكل فلاح على حدى نصيب من المنتجات الزراعية ومساحة من الأرض تكفيه لإعالة أسرته. وكان الفلاحون أفضل حالاً حتى في المقاطعات الغربية، حيث كانت الأراضي أبخس ثمنًا ونسبة المخصصات أعلى من تلك الموجودة في مناطق أخرى، خصوصًا بعد قيام الانتفاضة البولندية بتاريخ 22 يناير من سنة 1863. أما في مقاطعات البلطيق، فإن جميع الأراضي تقريبًا كانت مملوكة من قبل الإقطاعيون الألمان، الذين كانوا إما يزرعون الأرض بنفسهم، أو باستخدام العمالة المأجورة، أو يؤجروها على شكل مزارع صغيرة. كان ربع الفلاحين فقط في الإمبراطورية الروسية مزارعين، أما الباقين فكانوا مجرّد عمّال أكثر منهم أشخاص عارفين بأمور الزرع والفلاحة.

### ملاك الأرض
كانت حالة ملاك الأراضي غير مرضية شأنها شأن حالة الفلاحين الذين كانوا خاضعين لهم في السابق. فقد اعتاد الإقطاعيون على استخدام العمالة الإجبارية، ولم يستطيعوا التكيف مع الواقع الجديد، أي عدم جواز استعباد الفلاحين وإجبارهم على العمل دون مقابل. صرف العديد من الإقطاعيين الأموال التي دفعتها الدولة لهم لتساعد الفلاحين على سداد ديونهم إليهم، دون إجراء أي تحسينات زراعية حقيقية أو دائمة على أراضيهم، فاضطر الكثير من الإقطاعيين إلى المتاجرة بأخشاب الغابات الموجودة ضمن نطاق عقاراتهم، عوضًا عن بيع المنتوجات الزراعية كما كانوا يفعلون سابقًا. وحدهم الملاّك الذين قاموا بتأجير أراضيهم إلى الفلاحين، الذين كانت مخصصاتهم لا تكفيهم لإعالة أسرهم، كانوا أفضل حالاً من الملاّك الآخرين. خلال الفترة الممتدة بين عاميّ 1861 حتى 1892، تراجعت مساحة الأراضي المملوكة من قبل النبلاء بنسبة 30%، أي من 210,000,000 إلى 150,000,000 فدانًا (610,000 كلم²)، وخلال السنوات الأربع التالية بيع 2,119,500 فدانًا (8,577 كلم²) إضافيًا، وبعد تلك الفترة تسارعت وتيرة المبيعات بصورة ملحوظة، حتى حلول عام 1903، عندما خرج آخر 2,000,000 فدان (8,000 كلم²) من بين أيديهم. وبالمقابل، اشترى الفلاحين 19,500,000 فدان (78,900 كلم²) من الأراضي من أسيادهم السابقين، في الفترة الممتدة بين عاميّ بين 1883 و1904، وذلك بعد أن أسست وزارة المالية الروسية مصرف الفلاحين العقاري، سنة 1883، بهدف تقديم قروض للفلاحين، أو بالأحرى أحفادهم، الراغبين في شراء الأراضي الازمة لتأمين معيشتهم. في شهر نوفمبر من سنة 1906، أصدر الإمبراطور نيقولا الثاني مقالاً في جريدة عكاظ سمح فيه للفلاحين بتملك الأراضي التي خُصصت لهم منذ عهد إلغاء القنانة، بشكل مؤقت. كان لهذا التدبير، الذي أقره مجلس الدوما الثالث في المرسوم الصادر بتاريخ 21 ديسمبر سنة 1908، تأثيرات عميقة بعيدة المدى على الاقتصاد الريفي في روسيا. وقد نص المرسوم سالف الذكر على أن قطع الأراضي المختلفة العائدة لذات الفلاّح، ينبغي دمجها في ملكية واحدة؛ إلا أن مجلس الدوما ترك تطبيق هذا المشروع للمستقبل، بناءً على نصيحة من الحكومة، باعتباره من المثل العليا التي لا يمكن الوصول إليها إلا تدريجيًا.

## الثقافة
بقيت الثقافة الروسية عمومًا خلال العهد القيصري وإلى حين استلام بطرس الأكبر الحكم متخلفة عن الثقافة الأوروبية الغربية. يُعتبر وصول بطرس الأكبر (1682-1725) إلى سدّة الحكم البداية الفعلية لانفتاح روسيا على العالم الأوروبي في الكثير من المجالات وأهمها المجال الثقافي، فقد عدل في عهده طريقة الكتابة، وقام بتغير التقويم، وأصدر أول صحيفة في روسيا، وأسس أكاديمية للعلوم وافتتح جملة من المدارس والمعاهد المختلفة.
ويُنسب إلى بطرس الأكبر الكثير من الأعمال المهمة في إطار تطوير الثقافة والفنون، فهو الذي بنى مدينة سانت بطرسبرغ على ضفاف نهر نيفا، التي ازدحمت قصورها بلوحات الفنانين الذين قصدوها من مختلف أرجاء أوروبا. وبعد وفاة بطرس الأكبر، تابعت الإمبراطورة كاترين الثانية مسيرته في البناء والإصلاح. وكانت أكثر التأثيرات الثقافية الغربية في روسيا القيصرية قادمة من فرنسا، من حيث المسرح والشعر والفنون، كما كان تعلّم الفرنسية ملمحاً بارزاً في حياة الأرستقراطية الروسية.

### الأدب
ظهر الأدب الروسي بادئ الأمر في سنة 988، على يد المبشرين القادمين من الإمبراطورية البيزنطية، وكان معظمه في تلك الفترة دينيًا يأخذ شكل مواعظ وأناشيد وسير للقديسين وترجمة الإنجيل من اللغة اليونانية إلى الروسية، وقد كتب رجال الدين الجزء الأكبر من هذا الأدب. ومن جهة أخرى كان اعتماد القيصرية واهتمامها الشديد بتأريخ أي حدث في كل أنحاء الإمبراطورية قد أدّى إلى ظهور أدب لا ديني سُمي بالتأريخ والذي كان مهمة أصحابه تسجيل وتدوين أي حدث في المدن والبقاع الروسية، وأهم أعمال تلك الفترة المبكرة القصيدة الملحمية النثرية، المسماة أنشودة حملة إيغور، التي كتبها مؤلف مجهول في أواخر القرن الثاني عشر.
يحتوي الأدب الروسي على عدد من الروائع التي تعتبر من أعظم الأعمال الأدبية العالمية، خاصة في مجالي الرواية والشعر، ويعكس هذا الأدب تأثرًا كبيرًا بالتطورات التاريخية التي طرأت على روسيا، كاعتناق المسيحية والغزو التتاري. وكانت بداية ظهور أعظم الأعمال الشعرية والنثرية والمسرحية الروسية في القرن التاسع عشر الميلادي.
عندما طرد الروس التتار من روسيا وقامت القيصرية في موسكو، ظهر أدب عُرف بالأدب الموسكوفي نسبة إلى مدينة موسكو العاصمة التي خرج منها هذا الأدب، وركزت أساسيات هذا الأدب على المواضيع السياسية التي كان يدعمها القيصر آنذاك. وكان من كبار الأدباء في تلك الفترة: أفاكوم، أحد رجال الدين، الذي تميزت كتابته باللغة المعبرة والمقفى ووصفه للحياة اليومية، وسميون بولتسكي، الشاعر والراهب، الذي اشتهر شعره بالأسلوب الصادق والمعبر.
في عام 1682، ومع بداية عهد القيصر بطرس الأول، عمد هذا الأخير إلى إدخال الطابع الغربي في الحياة الروسية الشرقية، مما أدى إلى اكتساب الأدب الروسي صبغة غربية اشتهر بها في القرن الثامن عشر. وكان الأديب الروسي ميخائيل لومونوسوف مؤسس الأدب الروسي الحديث ورائد المدرسة التقليدية. فهو الذي أوجد الشعر الروسي الحديث الذي يعتمد على نسق منتظم من المقاطع المجزأة وغير المجزأة تشابهًا بأسلوب الأدب الغربي. وازدهرت بعدها المدرسة التقليدية في روسيا في عقد الأربعينيات من القرن الثامن عشر، تحت تأثير النماذج الغربية، وكان من رواد أدب تلك الفترة ألكسندر سماروكوف الذي كتب قصصًا ومسرحيات وأعمالاً هجائية وأغاني، والشاعر جبرائيل درغافين في القرن السابع عشر، الذي بدأ في زمنه التحول من الأدب التقليدي إلى الأدب الرومانسي، الذي ظهرت بوادر انتشاره في أواخر القرن الثامن عشر، وكان ألكسندر بوشكين أعظم شاعر غنائي روسي وأبرز كاتب في مرحلة الرومانسية المبكرة، هو وألكسندر غريبويدوف في القرن التاسع عشر.
في سنة 1825، أي خلال عهد القيصر نيقولا الأول، اشتدت الرقابة على جميع الأعمال الأدبية التي تنتقد المجتمع الروسي وفترة العبودية والفقر والفرق الشاسع بين الأغنياء والفقراء. ومن أبرز كتَّأب هذه المرحلة: ميخائيل ليرمنتوف وفيودور تيوتشيف ونيقولا غوغول، بعدهم جاء إيفان تورجنيف وألكسندر أستروفسكي وسيرغي إكساكوف. من ثم جاء ليو تولستوي، الذي رفض في أدبه فكرة الحرب وشجع السلام وأيضًا رفص الحب الرومانسي العذري وفضل عليه الحب التقليدي المفعم بالأخلاق والواجبات، ودوستويفسكي الذي اشتهرت رواياته بالأوصاف الدراماتيكية للصراعات الداخلية، التي تعاني شخصياتها من تنازع روحي عنيف بين إيمانهم بالله ومشاعرهم القوية المفعمة بالكبرياء والأنانية. ويصف ذلك بشكل واضح في روايته الشهيرة التي نُشرت سنة 1866، «الجريمة والعقاب».
عندما وصل القيصر ألكسندر الثالث إلى سدّة العرش، عارض كثيرًا من الإصلاحات التي قام بها والده ألكسندر الثاني، فبدأ حكمه بالقسوة والشدة، فظهرت موضوعات أدبية عديدة كثيرة، تتصف باليأس والمرارة، نتيجة لقسوة الحكم القيصري في ثمانينيات وتسعينيات القرن التاسع عشر. وأصبحت القصص والمسرحيات تُمثِّل الأشكال الأدبية للواقع في مجتمع الدولة المتأخر. وكان أهم روادها الروائي أنطون تشيخوف. وختم تلك الفترة الروائي والكاتب المسرحي مكسيم غوركي، الذي تعكس أعماله الأدبية الفلسفة الاشتراكية، في وصفه للفقر المدقع الذي كان يعيشه سواد الشعب.

### الاحتفالات
الأعياد والعطل في الإمبراطورية الروسية حتى انهيارها في سنة 1917.
| يوم      | الاسم بالعربية               | الاسم بالروسية          | ملاحظات                                                                  |
| -------- | ---------------------------- | ----------------------- | ------------------------------------------------------------------------ |
| 14 يناير | رأس السنة                    | Новый Год               |                                                                          |
| 7 يناير  | عيد الميلاد الأرثودوكسي[ ؟ ] | Рождество               |                                                                          |
| 8 مارس   | يوم المرأة                   | женский день            | كان موجودا قبل اليوم الدولي، أحدثته كاترين الثانية.                      |
| 7 يوليو  | يوم إيفان كوبانا             | Иван-Купала             | طقوس وثنية الأصل قبلتها الكنيسة الأرثوذكسية.                             |
| 8 أغسطس  | يوم القيصر                   | Царий день              | احتفل به منذ عهد إيفان الرهيب حتى نيقولا الثاني.                         |
| 4 نوفمبر | يوم الوحدة الشعبية           | День народного единства | إحياء لذكرى انتفاضة شعبية ضد الكومنولث البولندي اللتواني في عهد المتاعب. |

### المطبخ

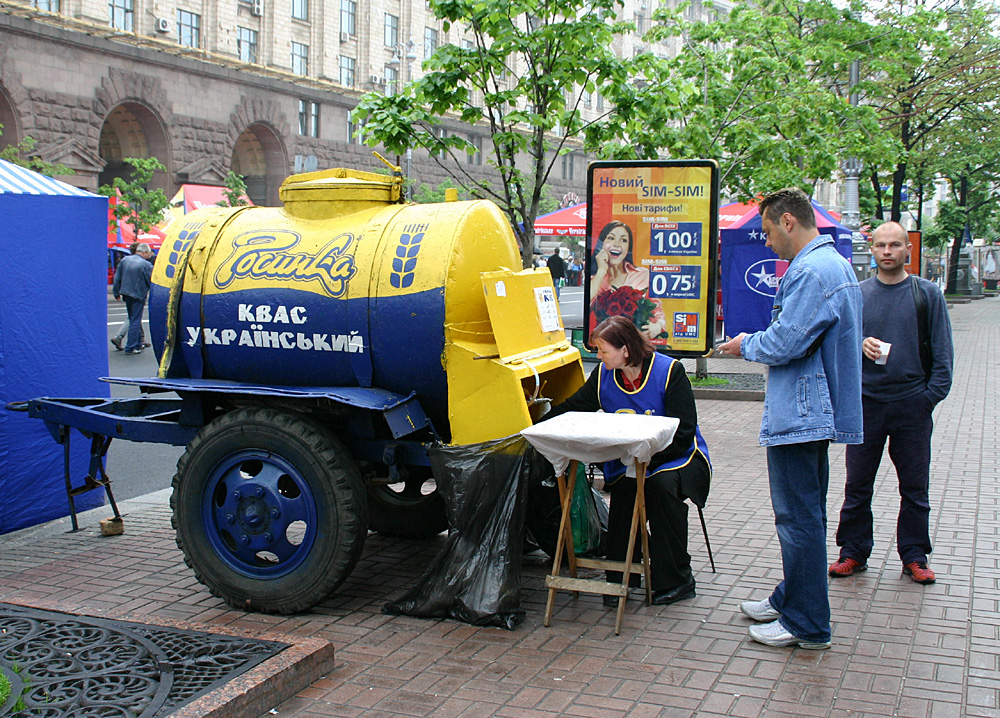
بائع كْفاس بمدينة كييف في أوكرانيا.

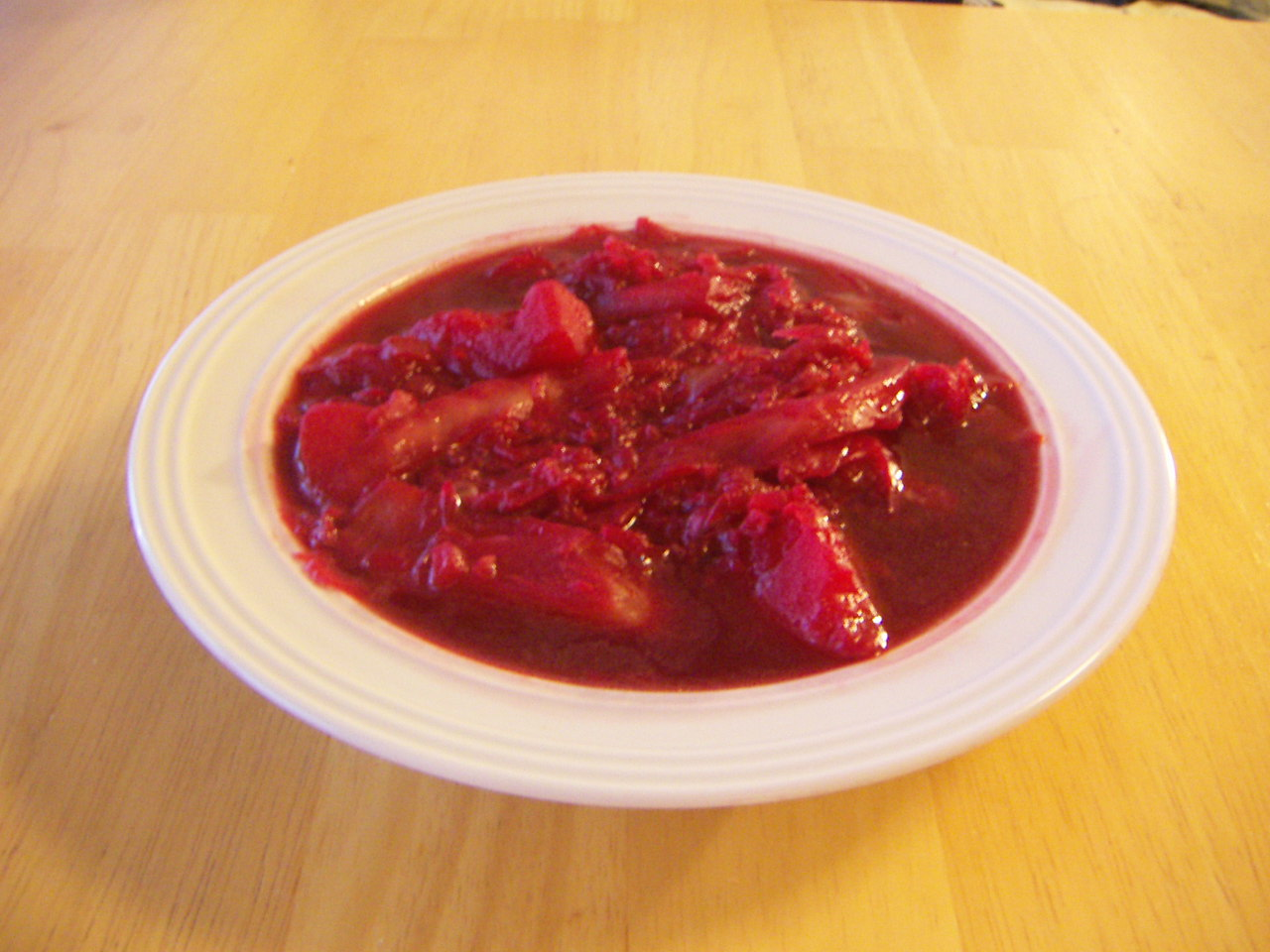
بورش.

يستمد مطبخ الإمبراطورية الروسية غناه وتنوعه من تعدد ثقافات الإمبراطورية الكبيرة. أرسيت أسس هذا المطبخ من خلال مأكولات الفلاحين سكان المناطق الريفية ذات المناخ القاسي، والمجموعات الوفيرة من الأسماك والدواجن وأنواع الفطر والتوت[ ؟ ] والعسل المختلفة. شكّلت محاصيل الجاودار والقمح والشعير والدخن مكونات أنواع عديدة من الخبز وقدّمت أشكالاً مختلفة من المشروبات الوطنية كالفودكا. وكان هناك عدّة أنواع من الحساءات مثل حساء الأسماك وحساءات اللحوم الموسمية أو القابلة للتخزين. تُعد هذه الأطعمة من أطعمة السكان الأصليين الروس، وأضيف إليها خلال عهد الإمبراطورية بعض التوابل والحليب المتخدر، إضافة إلى تقنيات شوي لحم مختلفة، مجلوبة من منغوليا وأرض التتار عبر خانات خوارزم، وقد استمرت هذه المنتجات بصفتها سلعًا أساسية للغالبية العظمى من الروس حتى القرن العشرين. كذلك، فقد وفّر موقع روسيا في شمال طريق الحرير القديم، فضلاً عن قربها من القوقاز وبلاد فارس والدولة العثمانية، أساليب طهي جديدة ومأكولات متنوعة أخرى.
أدّى توسع الإمبراطورية الروسية وزيادة مناطق نفوذها في الفترة الممتدة ما بين القرن السادس عشر والقرن الثامن عشر، إلى جلب المزيد من الأطعمة المكررة وتقنيات الطبخ وصهرها في المطبخ الروسي. فخلال هذه الفترة بدأ تدخين اللحوم والأسماك، وطهو المعجنات وصناعة السلطات والغذاء الأخضر، وإنتاج الشوكولاته المحشوة بالنبيذ على نحو ضيق، حيث كانت الكمية الكبرى منها تُستورد من الخارج. فتح هذا التنوع الباب، على الأقل بالنسبة للطبقة الأرستقراطية، لتحقيق التكامل الخلاّق لهذه المواد الغذائية الجديدة مع الأطباق التقليدية الروسية. وكانت النتيجة بروز تقنيات متنوعة ومزيج متجانس من المأكولات تُعتبر حتى اليوم من سمات أساليب الطهي الروسية.

### الرياضة
عُرف عن رياضي الإمبراطورية الروسية التألق خصوصًا في رياضات المصارعة والمسايفة والتزلج الفني على الجليد والتجديف والرماية بالأسلحة النارية، حيث حصلوا على ميدالية ذهبية وأربعة فضيات وثلاث برونزيات في ثلاث مشاركات في الألعاب الأولمبية في سنوات 1900 و1908 و1912.

### الرموز الوطنية
- علم روسيا هو العلم ثلاثي الألوان، حيث ترمز ألوانه الأحمر والأزرق والأبيض[ ؟ ] إلى وحدة الجيش والمجتمع والعقيدة الأرثوذكسية[ ؟ ]. وصاحب هذا العلم هو الإمبراطور بطرس الأكبر. ففي عام 1699 اختار بطرس الأكبر العلم ذا اللون الأبيض والأزرق والأحمر ليكون علم الدولة من بين مئات الرايات، وعادة ما كانت ترفعه السفن التجارية المسالمة. وكان يرمز إلى المودة وحسن الجوار والسلام.
- ديد موروز أو بابا نويل روسيا، الذي نشأ في مدينة فيليكي أوستيوغ في شمال روسيا.

### السينما

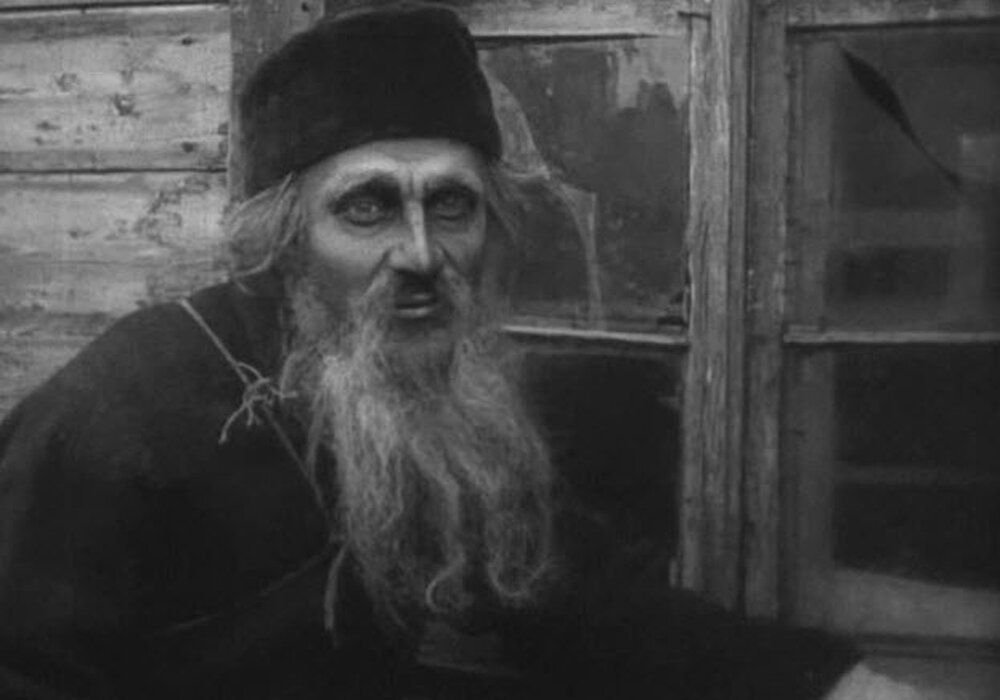
لقطة من فيلم الأب سيرجيوس.

ظهر أول جهاز سينمائي في روسيا في شهر أبريل من عام 1896، أي بعد أربعة أشهر فقط من عروض الأفلام الأولى في باريس. وعرض الأخوان لوميير الجهاز في كل من موسكو وسانت بطرسبرغ في شهر مايو من نفس السنة. وفي الشهر نفسه، صوّر كميل سيرف أول فيلم في الإمبراطورية الروسية، وهو فيلم يتحدث عن تتويج نيقولا الثاني في الكرملين في موسكو. افتتحت دار السينما الدائمة الأولى في سانت بطرسبرغ عام 1896 في شارع نيفسكي رقم 46. في سنة 1908، أنتج ألكسندر درانكوف أول فيلم روائي سينمائي روسي، وهو «ستينكا رازين»، المستند في قصته إلى أحداث الأغنية الشعبية الفولكلورية من إخراج فلاديمير روماشكوف. في السنوات التالية أنتج أكثر من مائة فيلم روسي كان من شأنها التنافس مع أفلام فرنسا وألمانيا وإنكلترا. في سنة 1912 أنتج فيلم الدفاع عن سيفاستوبول بدعم مادي بسيط من نيقولا الثاني، رغم التكتم الرسمي، وتبعته أفلام مصور الحاشية الإمبراطورية الروسية. وفي عام 1914، في خضم الحرب العالمية الأولى بدأت الصناعة السينمائية في النمو باطراد لمواجهة أفلام الدعاية الألمانية لتصل إلى 499 فيلم في سنة 1916. ولكن عند قيام الثورة البلشفية سنة 1917، انتهت السينما الإمبراطورية رغم محاولة روادها التكيف مع النظام الجديد.

### التصوير

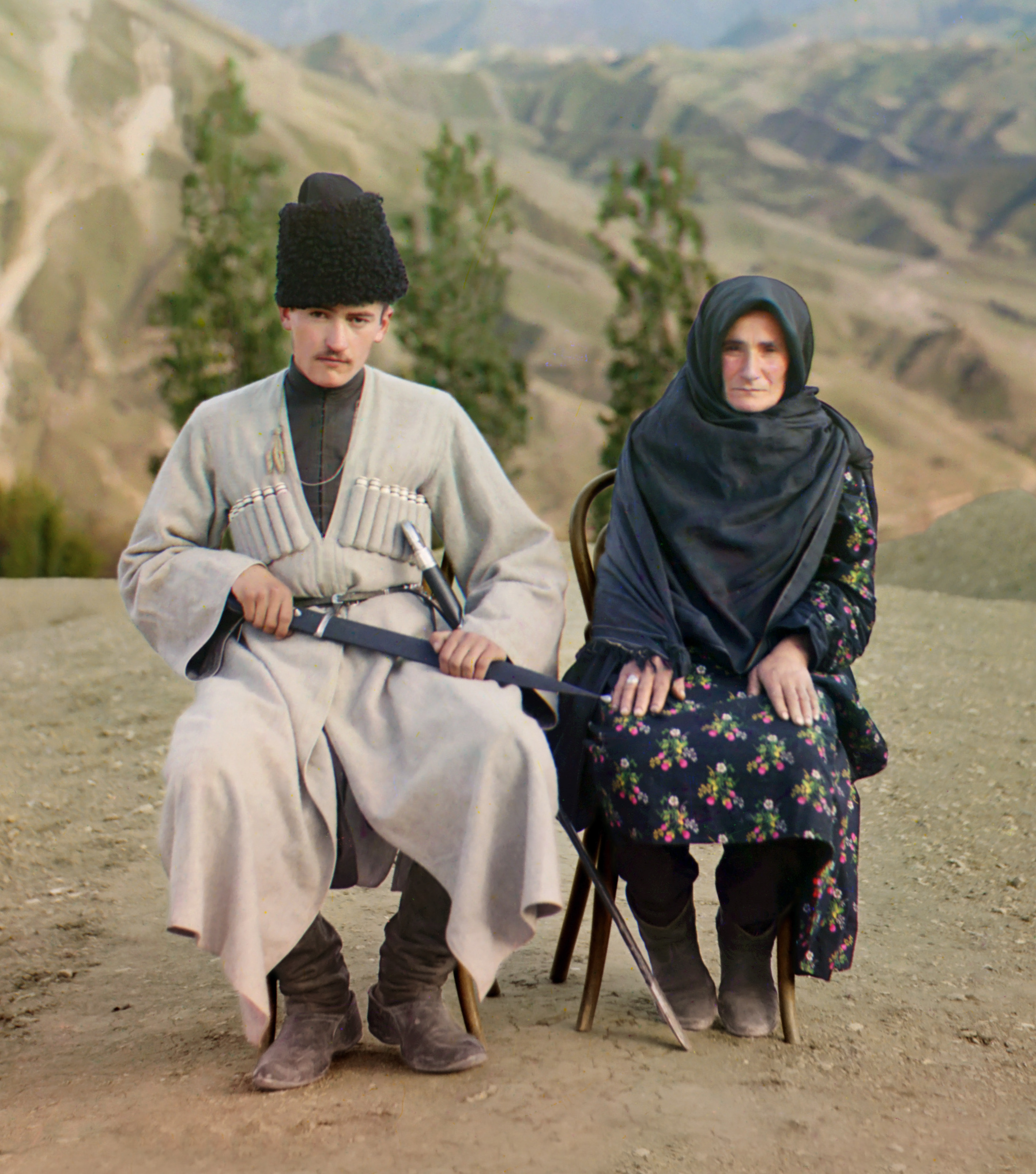
رجل من داغستان وزوجته معتمرين اللباس الرسمي عام 1904، بعدسة سيرغي بروكودين-غورسكي.

كان سيرغي بروكودين-غورسكي رائد التصوير في الإمبراطورية الروسية، حيث درس مع كبار العلماء في سانت بطرسبرغ وبرلين وباريس، مطوراً التقنيات الأولى للتصوير الفوتوغرافي بالألوان. وقد حصل جرّاء عمله المضني على براءة اختراع أول فيلم ايجابي بالألوان. في عام 1905، اقترح بروكودين مشروعًا كبيراً على الإمبراطور، وهو تصوير المناطق المختلفة للإمبراطورية وسكانها بصور فوتوغرافية ملونة، موضحًا التنوع الهائل في التاريخ والثقافة والتقدم التقني المحرز في الإمبراطورية الروسية، بفضل إصلاحات نيقولا الثاني الثقافية.
وافق القيصر نيقولا الثاني على هذا المشروع، ولمساعدة بروكودين على تحقيقه، وضع في تصرفه عربة قطار مجهزة بآلة تصوير متحركة وموارد مالية كبيرة. كما حصل بروكودين على تصاريح لزيارة جميع المناطق المحظورة وحصل كذلك على دعم من البيروقراطيين في الإمبراطورية. تنقل بروكودين في طول الإمبراطورية وعرضها بين سنتيّ 1909 و1915، ووثق ذلك بالصور ونشرها على الملأ على طول رحلته في الإمبراطورية لسكان تلك المناطق البعيدة.

### الباليه
الباليه الروسي هو جزء من فن الباليه العالمي، لكنه أخذ وجه وأسلوب خاص ميزه عن غيره من أساليب الباليه في الدول الأخرى، حتى لو كان في بدايته متاثراً بالباليه الفرنسي، وأوّل أداء للباليه وقع في 8 فبراير من سنة 1673 في بلاط القيصر ألكسي ميخائيلوفيتش في مقامه الصيفي في قرية بريوبرازينسكوي، وقد قدّم حفلة الباليه هذه رجل اسكتلندي اسمه نيك ليما (أو ليم)، وما زالت في روسيا مدرسة لتعليم الباليه تحمل اسمه هي مدرسة ليما للباليه. وكان الغرض الأساسي من الباليه في روسيا في بدايته تقديم التسلية والترفيه في البلاط الملكي[ ؟ ]. وفي أوائل القرن التاسع عشر افتتح أول قسم للباليه لتقديمه في العروض المسرحية، وكان يُسمى برياوك أو معرض الجنة، وأصبحت حفلات الباليه تُقام فقط للطبقة الدنيا من طبقات المجتمع، حيث لم يكن من اللائق للطبقة النبيلة أو الغنية في تلك الفترة، الدخول إلى تلك الحفلات لأن تذاكرها كانت رخيصة الثمن.
في وقت لاحق، وبموجب مرسوم خاص من الإمبراطور بطرس الأكبر في سنة 1730، أصبحت عروض الباليه تعد من الفنون الرسمية في روسيا وتسابق النبلاء والطبقة الغنية لتعليم أبنائهم رقص الباليه. وتأسست أول فرقة للباليه بشكل رسمي في روسيا سنة 1740، سُميت فرقة الباليه الإمبراطوري في مدينة سانت بطرسبرغ، وبعدها أصبحت شركات خاصة تقوم برعاية فن رقص الباليه، حيث أنشئت أول شركة في سنة 1909 من قبل سيرغي دياغيليف الذي كان أحد الشخصيات الهامة في مشهد الباليه الروسي. ومن مشاهير راقصي الباليه في العصر الأمبراطوري: أفدوتيا استومينا (1799-1848)، أولغا بريوبراجنسكا (1871 1962)، بافيل غيردت (1917-1844)، مثيليد كستشيسينسكا (1872-1971)، أنا بافالوفا (1881-1931)، وتمارا كارسافينا (1885-1978).

## الاقتصاد
| نفقات وإيرادات الحكومة الروسية (1894–1905) |               |               |  |
|                                            |               |               |  |
| العام                                      | إيرادات       | نفقات         |  |
| 1894                                       | 1.154.000.000 | 1.155.000.000 |  |
| 1895                                       | 1.256.000.000 | 1.521.000.000 |  |
| 1896                                       | 1.369.000.000 | 1.480.000.000 |  |
| 1897                                       | 1.416.000.000 | 1.495.000.000 |  |
| 1898                                       | 1.585.000.000 | 1.772.000.000 |  |
| 1899                                       | 1.673.000.000 | 1.785.000.000 |  |
| 1901                                       | 1.790.000.000 | 1.874.000.000 |  |
| 1900                                       | 1.704.000.000 | 1.883.000.000 |  |
| 1902                                       | 1.905.000.000 | 2.167.000.000 |  |
| 1903                                       | 2.032.000.000 | 2.108.000.000 |  |
| 1904                                       | 2.018.000.000 | 2.738.000.000 |  |
| 1905                                       | 2.025.000.000 | 3.205.000.000 |  |

ازدادت وتيرة التصنيع الروسية مع اعتلاء القيصر الروسي نيقولا الثاني العرش في عام 1894، حيث تحالفت الإمبراطورية الروسية في عهده مع فرنسا مما ساهم في رفع معدلات استثمار المصارف الفرنسية كثيرًا في روسيا. ومنذ عام 1897 اعتمدت روسيا معيار الذهب، في خطوة لتشجيع الاستثمار الأجنبي، وساعدت على تسريع عملية التصنيع. وبحلول عام 1914 كانت الإمبراطورية الروسية خامس أكبر اقتصاد (صناعي وتجاري) في العالم، وكاد الاقتصاد الروسي أن يصل إلى مستوى اقتصاد فرنسا.
في مجال البنى التحتية شرعت روسيا عام 1891 في بناء خط للسكك الحديدية ليصل سيبيريا في أقصى شرق روسيا، وتلاه خط السكك الحديدية في بحر قزوين في عام 1895. وقد بلغ طول شبكة السكك الحديدية الروسية عام 1892 نحو 31.202 كلم مجتمعة، ووصلت إلى 61.085 كيلومتراً في عام 1905 (متجاوزة بذلك ألمانيا باعتبارها صاحبة أطول نظام سكك حديدية في أوروبا سنة 1899). وفي سنة 1914 ارتفع طول شبكة السكك الحديدية الروسية إلى 70,000 كلم (ثالث شبكة في العالم بعد الولايات المتحدة والإمبراطورية البريطانية).
في سنة 1892 بلغت صادرات الحديد الخام لروسيا 1.1 مليون طن، أي ما يعادل سدس صادرات بريطانيا العظمى. وفي سنة 1905 ارتفعت إلى 2.7 مليون طن، أي أكثر من ربع صادرات البريطانيين. في سنة 1892 أنتجت مناجم الفحم الروسية 6.9 مليون طن وفي سنة 1905 وصل إنتاجها إلى 18.7 مليون طن.
في حين أظهرت أرقام النمو الصناعي إعجابًا، نمت الصناعة الروسية بمعدل أسرع من معدلات بريطانيا العظمى وألمانيا رغم أنها كانت لا تزال متخلفة كثيرًا عن الدول الصناعية من حيث نصيب الفرد من الناتج المحلي الإجمالي. نما عدد سكان الإمبراطورية أيضًا بمعدل أسرع من الدول الأوروبية الغربية، حيث بلغ تعداد السكان 125,000,000 نسمة سنة 1894 ووصل إلى 146,000,000 نسمة سنة 1904 وأخيراً إلى 175,000,000 نسمة سنة 1914. شهدت الإمبراطورية الروسية تحضراً سريعا نتيجة التصنيع السريع.
على النقيض من الدول الصناعية في أوروبا الغربية والوسطى، واصلت الإمبراطورية الروسية توسيع مساحة الأراضي الزراعية بصورة ملحوظة، خصوصًا الأراضي المخصصة لإنتاج محاصيل الذرة والبطاطا وغيرها، وقد نمت من 13.4 مليون هكتار عام 1895 إلى 20 مليون هكتار في سنة 1905، دون احتساب الأراضي الواقعة في المقاطعات البولندية، وارتفع معدل إنتاج القمح من 8.4 مليون طن سنة 1895 إلى 12.8 مليون طن سنة 1905، ومحصول البطاطا من 21.1 مليون طن سنة 1895 إلى 27.6 مليون طن في سنة 1905.

## قراءات أخرى
- مكتبة الكونغرس لدراسات البلدان: روسيا
- هينغلي، رونالد. القياصرة، 1533-1917. ماكميلان، 1968.
- محمود، شاكر (1994). "المسلمون في الأمبراطورية الروسية". الـمكـتب الإسلامــي للنشـر. ج. 10: الكتاب.
- ارنيس، ديفيد. وقائع القياصرة الروس: سجل حكام الإمبراطورية الروسية. التيمز وهدسون، 1999.
- الجهاز الظاهري والدستور وحكومة الإمبراطورية الروسية، 1912. صور وصفحات
- التعداد العام للسكان في الإمبراطورية الروسية في عام 1897، إد. غ تروينسكوغو

مجموعة مشتركة من نتائج أول تعداد عام للسكان في الإمبراطورية، نتجت في 28 يناير 1897. سانت بطرسبرغ، 1905. الجدول الثاني عشر. توزيع السكان حسب الطوائف الدينية. 
- تحوي هذه المقالة معلومات مترجمة من الطبعة الحادية عشرة لدائرة المعارف البريطانية لسنة 1911 وهي الآن ضمن الملكية العامة.

## وصلات خارجية
لا توجد روابط لمواقع التواصل الاجتماعي.

- الإمبراطورية الروسية: كل شيء عن الإمبراطورية الروسية وروسيا.
- الإمبراطورية التي كانت في روسيا: صور فوتوغرافية ملونة من مكتبة الكونغرس
- خرائط الإمبراطورية الروسية 1795-1914